# Généalogie de la dynastie Han
La dynastie Han durant 400 ans est vue comme l'un des âges d'or de l'histoire de Chine. Elle est interrompue par le règne de l'usurpateur Wang Mang, qui proclame l'éphémère dynastie Xin (9–23 ap. J.-C.) ; c'est pourquoi la dynastie est traditionnellement découpée en Han occidentaux (206 av. J.-C. – 9 ap. J.-C.) et Han orientaux (25–220 ap. J.-C.). Les dirigeants du Shu Han, un des trois royaumes qui succède aux Han durant la période des Trois Royaumes, descendent de la famille impériale Han, et se considéraient comme leurs successeurs ; ils sont donc inclus dans la généalogie.
|                                                    |                                                    |                                                    |                                                    |                                                    |                                                    |                                                                   |                                                                   |                                                                   |                                                                   |                                                                   |                                                                   |                                                             |                                                             |                                                               |                                                               |                                                                |                                                                |                                                                |                                                                |                                                                |                                                                |                                                            |                                                            |                                                            |                                                            |                                                            |                                                            |                                             |                                             |                                                                         |                                                                         | Liu Taigong 劉太公 m. 197 av. J.-C.                                     |                                                                         |                                                                         |                                                                         |                                                     |                                                     |                                                                   |                                                                   |                                                                   |                                                                   |                                                                   |                                                                   |                                                              |                                                              |                                                              |                                                              |                                                                              |                                                                              |                                                                              |                                                                              |                                                                              |                                                                              |                                                 |                                                 |                                                        |                                                        |                                                        |                                                        |                                                             |                                                             |                                                              |                                                              |                                                              |                                                              |                                                              |                                                              |                                                                 |                                                                 |                                                                 |                                                                 |                                                                 |                                                                 |                                                                |                                                                |                                                                |                                                                |                                                        |                                                        |                                                               |                                                               |                                                               |                                                               |                                                               |                                                               |                                                          |                                                          |                                  |                                  |                                  |                                  |  |  |                                                            |                                                            |                                                            |                                                            |                                                            |                                                            |  |  |  |  |  |  |  |  |  |  |  |  |  |  |  |  |  |  |
|                                                    |                                                    |                                                    |                                                    |                                                    |                                                    |                                                                   |                                                                   |                                                                   |                                                                   |                                                                   |                                                                   |                                                             |                                                             |                                                               |                                                               |                                                                |                                                                |                                                                |                                                                |                                                                |                                                                |                                                            |                                                            |                                                            |                                                            |                                                            |                                                            |                                             |                                             |                                                                         |                                                                         |                                                                         |                                                                         |                                                                         |                                                                         |                                                     |                                                     |                                                                   |                                                                   |                                                                   |                                                                   |                                                                   |                                                                   |                                                              |                                                              |                                                              |                                                              |                                                                              |                                                                              |                                                                              |                                                                              |                                                                              |                                                                              |                                                 |                                                 |                                                        |                                                        |                                                        |                                                        |                                                             |                                                             |                                                              |                                                              |                                                              |                                                              |                                                              |                                                              |                                                                 |                                                                 |                                                                 |                                                                 |                                                                 |                                                                 |                                                                |                                                                |                                                                |                                                                |                                                        |                                                        |                                                               |                                                               |                                                               |                                                               |                                                               |                                                               |                                                          |                                                          |                                  |                                  |                                  |                                  |  |  |                                                            |                                                            |                                                            |                                                            |                                                            |                                                            |  |  |  |  |  |  |  |  |  |  |  |  |  |  |  |  |  |  |
|                                                    |                                                    |                                                    |                                                    |                                                    |                                                    |                                                                   |                                                                   |                                                                   |                                                                   |                                                                   |                                                                   |                                                             |                                                             |                                                               |                                                               |                                                                |                                                                |                                                                |                                                                |                                                                |                                                                |                                                            |                                                            |                                                            |                                                            |                                                            |                                                            |                                             |                                             |                                                                         |                                                                         |                                                                         |                                                                         |                                                                         |                                                                         |                                                     |                                                     |                                                                   |                                                                   |                                                                   |                                                                   |                                                                   |                                                                   |                                                              |                                                              |                                                              |                                                              |                                                                              |                                                                              |                                                                              |                                                                              |                                                                              |                                                                              |                                                 |                                                 |                                                        |                                                        |                                                        |                                                        |                                                             |                                                             |                                                              |                                                              |                                                              |                                                              |                                                              |                                                              |                                                                 |                                                                 |                                                                 |                                                                 |                                                                 |                                                                 |                                                                |                                                                |                                                                |                                                                |                                                        |                                                        |                                                               |                                                               |                                                               |                                                               |                                                               |                                                               |                                                          |                                                          |                                  |                                  |                                  |                                  |  |  |                                                            |                                                            |                                                            |                                                            |                                                            |                                                            |  |  |  |  |  |  |  |  |  |  |  |  |  |  |  |  |  |  |
| 2                                                  | 2                                                  | 2                                                  | 2                                                  | 2                                                  | 2                                                  |                                                                   |                                                                   |                                                                   |                                                                   |                                                                   |                                                                   |                                                             |                                                             |                                                               |                                                               |                                                                |                                                                |                                                                |                                                                |                                                                |                                                                |                                                            |                                                            |                                                            |                                                            |                                                            |                                                            |                                             |                                             |                                                                         |                                                                         | 3                                                                       | 3                                                                       | 3                                                                       | 3                                                                       | 3                                                   | 3                                                   |                                                                   |                                                                   |                                                                   |                                                                   |                                                                   |                                                                   |                                                              |                                                              |                                                              |                                                              |                                                                              |                                                                              |                                                                              |                                                                              |                                                                              |                                                                              |                                                 |                                                 |                                                        |                                                        |                                                        |                                                        |                                                             |                                                             |                                                              |                                                              | 4                                                            | 4                                                            | 4                                                            | 4                                                            | 4                                                               | 4                                                               |                                                                 |                                                                 |                                                                 |                                                                 |                                                                |                                                                |                                                                |                                                                |                                                        |                                                        |                                                               |                                                               |                                                               |                                                               |                                                               |                                                               |                                                          |                                                          |                                  |                                  |                                  |                                  |  |  |                                                            |                                                            |                                                            |                                                            |                                                            |                                                            |  |  |  |  |  |  |  |  |  |  |  |  |  |  |  |  |  |  |
| 2                                                  | 2                                                  | 2                                                  | 2                                                  | 2                                                  | 2                                                  | Liu Xi 劉喜 m. 193 av. J.-C. Prince Qing de Dai 代頃王            | Liu Xi 劉喜 m. 193 av. J.-C. Prince Qing de Dai 代頃王            | Liu Xi 劉喜 m. 193 av. J.-C. Prince Qing de Dai 代頃王            | Liu Xi 劉喜 m. 193 av. J.-C. Prince Qing de Dai 代頃王            | Liu Xi 劉喜 m. 193 av. J.-C. Prince Qing de Dai 代頃王            | Liu Xi 劉喜 m. 193 av. J.-C. Prince Qing de Dai 代頃王            |                                                             |                                                             |                                                               |                                                               |                                                                |                                                                |                                                                |                                                                |                                                                |                                                                |                                                            |                                                            |                                                            |                                                            |                                                            |                                                            |                                             |                                             |                                                                         |                                                                         | 3                                                                       | 3                                                                       | 3                                                                       | 3                                                                       | 3                                                   | 3                                                   |                                                                   |                                                                   |                                                                   |                                                                   |                                                                   |                                                                   | Liu Bang 劉邦 256–195 av. J.-C. Gaozu 高祖 206–195 av. J.-C. | Liu Bang 劉邦 256–195 av. J.-C. Gaozu 高祖 206–195 av. J.-C. | Liu Bang 劉邦 256–195 av. J.-C. Gaozu 高祖 206–195 av. J.-C. | Liu Bang 劉邦 256–195 av. J.-C. Gaozu 高祖 206–195 av. J.-C. | Liu Bang 劉邦 256–195 av. J.-C. Gaozu 高祖 206–195 av. J.-C.                 | Liu Bang 劉邦 256–195 av. J.-C. Gaozu 高祖 206–195 av. J.-C.                 |                                                                              |                                                                              |                                                                              |                                                                              |                                                 |                                                 |                                                        |                                                        |                                                        |                                                        |                                                             |                                                             |                                                              |                                                              | 4                                                            | 4                                                            | 4                                                            | 4                                                            | 4                                                               | 4                                                               |                                                                 |                                                                 |                                                                 |                                                                 |                                                                |                                                                |                                                                |                                                                |                                                        |                                                        |                                                               |                                                               | Liu Jiao 劉交 m. 178 av. J.-C. Prince Yuan de Chu 楚元王      | Liu Jiao 劉交 m. 178 av. J.-C. Prince Yuan de Chu 楚元王      | Liu Jiao 劉交 m. 178 av. J.-C. Prince Yuan de Chu 楚元王      | Liu Jiao 劉交 m. 178 av. J.-C. Prince Yuan de Chu 楚元王      | Liu Jiao 劉交 m. 178 av. J.-C. Prince Yuan de Chu 楚元王 | Liu Jiao 劉交 m. 178 av. J.-C. Prince Yuan de Chu 楚元王 |                                  |                                  |                                  |                                  |  |  |                                                            |                                                            |                                                            |                                                            |                                                            |                                                            |  |  |  |  |  |  |  |  |  |  |  |  |  |  |  |  |  |  |
|                                                    |                                                    |                                                    |                                                    |                                                    |                                                    | Liu Xi 劉喜 m. 193 av. J.-C. Prince Qing de Dai 代頃王            | Liu Xi 劉喜 m. 193 av. J.-C. Prince Qing de Dai 代頃王            | Liu Xi 劉喜 m. 193 av. J.-C. Prince Qing de Dai 代頃王            | Liu Xi 劉喜 m. 193 av. J.-C. Prince Qing de Dai 代頃王            | Liu Xi 劉喜 m. 193 av. J.-C. Prince Qing de Dai 代頃王            | Liu Xi 劉喜 m. 193 av. J.-C. Prince Qing de Dai 代頃王            |                                                             |                                                             |                                                               |                                                               |                                                                |                                                                |                                                                |                                                                |                                                                |                                                                |                                                            |                                                            |                                                            |                                                            |                                                            |                                                            |                                             |                                             |                                                                         |                                                                         |                                                                         |                                                                         |                                                                         |                                                                         |                                                     |                                                     |                                                                   |                                                                   |                                                                   |                                                                   |                                                                   |                                                                   | Liu Bang 劉邦 256–195 av. J.-C. Gaozu 高祖 206–195 av. J.-C. | Liu Bang 劉邦 256–195 av. J.-C. Gaozu 高祖 206–195 av. J.-C. | Liu Bang 劉邦 256–195 av. J.-C. Gaozu 高祖 206–195 av. J.-C. | Liu Bang 劉邦 256–195 av. J.-C. Gaozu 高祖 206–195 av. J.-C. | Liu Bang 劉邦 256–195 av. J.-C. Gaozu 高祖 206–195 av. J.-C.                 | Liu Bang 劉邦 256–195 av. J.-C. Gaozu 高祖 206–195 av. J.-C.                 |                                                                              |                                                                              |                                                                              |                                                                              |                                                 |                                                 |                                                        |                                                        |                                                        |                                                        |                                                             |                                                             |                                                              |                                                              |                                                              |                                                              |                                                              |                                                              |                                                                 |                                                                 |                                                                 |                                                                 |                                                                 |                                                                 |                                                                |                                                                |                                                                |                                                                |                                                        |                                                        |                                                               |                                                               | Liu Jiao 劉交 m. 178 av. J.-C. Prince Yuan de Chu 楚元王      | Liu Jiao 劉交 m. 178 av. J.-C. Prince Yuan de Chu 楚元王      | Liu Jiao 劉交 m. 178 av. J.-C. Prince Yuan de Chu 楚元王      | Liu Jiao 劉交 m. 178 av. J.-C. Prince Yuan de Chu 楚元王      | Liu Jiao 劉交 m. 178 av. J.-C. Prince Yuan de Chu 楚元王 | Liu Jiao 劉交 m. 178 av. J.-C. Prince Yuan de Chu 楚元王 |                                  |                                  |                                  |                                  |  |  |                                                            |                                                            |                                                            |                                                            |                                                            |                                                            |  |  |  |  |  |  |  |  |  |  |  |  |  |  |  |  |  |  |
|                                                    |                                                    |                                                    |                                                    |                                                    |                                                    |                                                                   |                                                                   |                                                                   |                                                                   |                                                                   |                                                                   |                                                             |                                                             |                                                               |                                                               |                                                                |                                                                |                                                                |                                                                |                                                                |                                                                |                                                            |                                                            |                                                            |                                                            |                                                            |                                                            |                                             |                                             |                                                                         |                                                                         |                                                                         |                                                                         |                                                                         |                                                                         |                                                     |                                                     |                                                                   |                                                                   |                                                                   |                                                                   |                                                                   |                                                                   |                                                              |                                                              |                                                              |                                                              |                                                                              |                                                                              |                                                                              |                                                                              |                                                                              |                                                                              |                                                 |                                                 |                                                        |                                                        |                                                        |                                                        |                                                             |                                                             |                                                              |                                                              |                                                              |                                                              |                                                              |                                                              |                                                                 |                                                                 |                                                                 |                                                                 |                                                                 |                                                                 |                                                                |                                                                |                                                                |                                                                |                                                        |                                                        |                                                               |                                                               |                                                               |                                                               |                                                               |                                                               |                                                          |                                                          |                                  |                                  |                                  |                                  |  |  |                                                            |                                                            |                                                            |                                                            |                                                            |                                                            |  |  |  |  |  |  |  |  |  |  |  |  |  |  |  |  |  |  |
| 1                                                  | 1                                                  | 1                                                  | 1                                                  | 1                                                  | 1                                                  |                                                                   |                                                                   | 1                                                                 | 1                                                                 | 1                                                                 | 1                                                                 | 1                                                           | 1                                                           |                                                               |                                                               | 2                                                              | 2                                                              | 2                                                              | 2                                                              | 2                                                              | 2                                                              |                                                            |                                                            | 4                                                          | 4                                                          | 4                                                          | 4                                                          | 4                                           | 4                                           |                                                                         |                                                                         | 5                                                                       | 5                                                                       | 5                                                                       | 5                                                                       | 5                                                   | 5                                                   |                                                                   |                                                                   |                                                                   |                                                                   |                                                                   |                                                                   |                                                              |                                                              |                                                              |                                                              | 6                                                                            | 6                                                                            | 6                                                                            | 6                                                                            | 6                                                                            | 6                                                                            |                                                 |                                                 | 9                                                      | 9                                                      | 9                                                      | 9                                                      | 9                                                           | 9                                                           |                                                              |                                                              |                                                              |                                                              |                                                              |                                                              |                                                                 |                                                                 |                                                                 |                                                                 |                                                                 |                                                                 |                                                                |                                                                |                                                                |                                                                |                                                        |                                                        |                                                               |                                                               |                                                               |                                                               |                                                               |                                                               |                                                          |                                                          |                                  |                                  |                                  |                                  |  |  |                                                            |                                                            |                                                            |                                                            |                                                            |                                                            |  |  |  |  |  |  |  |  |  |  |  |  |  |  |  |  |  |  |
| 1                                                  | 1                                                  | 1                                                  | 1                                                  | 1                                                  | 1                                                  | Liu Pi 劉濞 216–154 av. J.-C. Prince de Wu 吳王                   | Liu Pi 劉濞 216–154 av. J.-C. Prince de Wu 吳王                   | Liu Pi 劉濞 216–154 av. J.-C. Prince de Wu 吳王                   | Liu Pi 劉濞 216–154 av. J.-C. Prince de Wu 吳王                   | Liu Pi 劉濞 216–154 av. J.-C. Prince de Wu 吳王                   | Liu Pi 劉濞 216–154 av. J.-C. Prince de Wu 吳王                   | 1                                                           | 1                                                           |                                                               |                                                               | 2                                                              | 2                                                              | 2                                                              | 2                                                              | 2                                                              | 2                                                              | Liu Fei 劉肥 m. 189 av. J.-C. Prince Daohui de Qi 齊悼惠王 | Liu Fei 劉肥 m. 189 av. J.-C. Prince Daohui de Qi 齊悼惠王 | Liu Fei 劉肥 m. 189 av. J.-C. Prince Daohui de Qi 齊悼惠王 | Liu Fei 劉肥 m. 189 av. J.-C. Prince Daohui de Qi 齊悼惠王 | Liu Fei 劉肥 m. 189 av. J.-C. Prince Daohui de Qi 齊悼惠王 | Liu Fei 劉肥 m. 189 av. J.-C. Prince Daohui de Qi 齊悼惠王 | 4                                           | 4                                           |                                                                         |                                                                         | 5                                                                       | 5                                                                       | 5                                                                       | 5                                                                       | 5                                                   | 5                                                   | Liu Ying 劉盈 210–188 av. J.-C. Huidi 惠帝 195–188 av. J.-C.      | Liu Ying 劉盈 210–188 av. J.-C. Huidi 惠帝 195–188 av. J.-C.      | Liu Ying 劉盈 210–188 av. J.-C. Huidi 惠帝 195–188 av. J.-C.      | Liu Ying 劉盈 210–188 av. J.-C. Huidi 惠帝 195–188 av. J.-C.      | Liu Ying 劉盈 210–188 av. J.-C. Huidi 惠帝 195–188 av. J.-C.      | Liu Ying 劉盈 210–188 av. J.-C. Huidi 惠帝 195–188 av. J.-C.      |                                                              |                                                              | Liu Ruyi 劉如意 208–194 av. J.-C. Prince Yin de Zhao 趙隱王  | Liu Ruyi 劉如意 208–194 av. J.-C. Prince Yin de Zhao 趙隱王  | Liu Ruyi 劉如意 208–194 av. J.-C. Prince Yin de Zhao 趙隱王                  | Liu Ruyi 劉如意 208–194 av. J.-C. Prince Yin de Zhao 趙隱王                  | Liu Ruyi 劉如意 208–194 av. J.-C. Prince Yin de Zhao 趙隱王                  | Liu Ruyi 劉如意 208–194 av. J.-C. Prince Yin de Zhao 趙隱王                  | 6                                                                            | 6                                                                            |                                                 |                                                 | 9                                                      | 9                                                      | 9                                                      | 9                                                      | 9                                                           | 9                                                           | Liu Heng 劉恆 202–157 av. J.-C. Wendi 文帝 180–157 av. J.-C. | Liu Heng 劉恆 202–157 av. J.-C. Wendi 文帝 180–157 av. J.-C. | Liu Heng 劉恆 202–157 av. J.-C. Wendi 文帝 180–157 av. J.-C. | Liu Heng 劉恆 202–157 av. J.-C. Wendi 文帝 180–157 av. J.-C. | Liu Heng 劉恆 202–157 av. J.-C. Wendi 文帝 180–157 av. J.-C. | Liu Heng 劉恆 202–157 av. J.-C. Wendi 文帝 180–157 av. J.-C. |                                                                 |                                                                 |                                                                 |                                                                 |                                                                 |                                                                 |                                                                |                                                                |                                                                |                                                                | Liu You 劉友 m. 181 av. J.-C. Prince Ji de Zhao 趙幽王 | Liu You 劉友 m. 181 av. J.-C. Prince Ji de Zhao 趙幽王 | Liu You 劉友 m. 181 av. J.-C. Prince Ji de Zhao 趙幽王        | Liu You 劉友 m. 181 av. J.-C. Prince Ji de Zhao 趙幽王        | Liu You 劉友 m. 181 av. J.-C. Prince Ji de Zhao 趙幽王        | Liu You 劉友 m. 181 av. J.-C. Prince Ji de Zhao 趙幽王        |                                                               |                                                               | Princesse Luyuan m.187 av. J.-C.                         | Princesse Luyuan m.187 av. J.-C.                         | Princesse Luyuan m.187 av. J.-C. | Princesse Luyuan m.187 av. J.-C. | Princesse Luyuan m.187 av. J.-C. | Princesse Luyuan m.187 av. J.-C. |  |  | Liu Yingke 劉郢客 m. 174 av. J.-C. Prince Yi de Chu 楚夷王 | Liu Yingke 劉郢客 m. 174 av. J.-C. Prince Yi de Chu 楚夷王 | Liu Yingke 劉郢客 m. 174 av. J.-C. Prince Yi de Chu 楚夷王 | Liu Yingke 劉郢客 m. 174 av. J.-C. Prince Yi de Chu 楚夷王 | Liu Yingke 劉郢客 m. 174 av. J.-C. Prince Yi de Chu 楚夷王 | Liu Yingke 劉郢客 m. 174 av. J.-C. Prince Yi de Chu 楚夷王 |  |  |  |  |  |  |  |  |  |  |  |  |  |  |  |  |  |  |
|                                                    |                                                    |                                                    |                                                    |                                                    |                                                    | Liu Pi 劉濞 216–154 av. J.-C. Prince de Wu 吳王                   | Liu Pi 劉濞 216–154 av. J.-C. Prince de Wu 吳王                   | Liu Pi 劉濞 216–154 av. J.-C. Prince de Wu 吳王                   | Liu Pi 劉濞 216–154 av. J.-C. Prince de Wu 吳王                   | Liu Pi 劉濞 216–154 av. J.-C. Prince de Wu 吳王                   | Liu Pi 劉濞 216–154 av. J.-C. Prince de Wu 吳王                   |                                                             |                                                             |                                                               |                                                               |                                                                |                                                                |                                                                |                                                                |                                                                |                                                                | Liu Fei 劉肥 m. 189 av. J.-C. Prince Daohui de Qi 齊悼惠王 | Liu Fei 劉肥 m. 189 av. J.-C. Prince Daohui de Qi 齊悼惠王 | Liu Fei 劉肥 m. 189 av. J.-C. Prince Daohui de Qi 齊悼惠王 | Liu Fei 劉肥 m. 189 av. J.-C. Prince Daohui de Qi 齊悼惠王 | Liu Fei 劉肥 m. 189 av. J.-C. Prince Daohui de Qi 齊悼惠王 | Liu Fei 劉肥 m. 189 av. J.-C. Prince Daohui de Qi 齊悼惠王 |                                             |                                             |                                                                         |                                                                         |                                                                         |                                                                         |                                                                         |                                                                         |                                                     |                                                     | Liu Ying 劉盈 210–188 av. J.-C. Huidi 惠帝 195–188 av. J.-C.      | Liu Ying 劉盈 210–188 av. J.-C. Huidi 惠帝 195–188 av. J.-C.      | Liu Ying 劉盈 210–188 av. J.-C. Huidi 惠帝 195–188 av. J.-C.      | Liu Ying 劉盈 210–188 av. J.-C. Huidi 惠帝 195–188 av. J.-C.      | Liu Ying 劉盈 210–188 av. J.-C. Huidi 惠帝 195–188 av. J.-C.      | Liu Ying 劉盈 210–188 av. J.-C. Huidi 惠帝 195–188 av. J.-C.      |                                                              |                                                              | Liu Ruyi 劉如意 208–194 av. J.-C. Prince Yin de Zhao 趙隱王  | Liu Ruyi 劉如意 208–194 av. J.-C. Prince Yin de Zhao 趙隱王  | Liu Ruyi 劉如意 208–194 av. J.-C. Prince Yin de Zhao 趙隱王                  | Liu Ruyi 劉如意 208–194 av. J.-C. Prince Yin de Zhao 趙隱王                  | Liu Ruyi 劉如意 208–194 av. J.-C. Prince Yin de Zhao 趙隱王                  | Liu Ruyi 劉如意 208–194 av. J.-C. Prince Yin de Zhao 趙隱王                  |                                                                              |                                                                              |                                                 |                                                 |                                                        |                                                        |                                                        |                                                        |                                                             |                                                             | Liu Heng 劉恆 202–157 av. J.-C. Wendi 文帝 180–157 av. J.-C. | Liu Heng 劉恆 202–157 av. J.-C. Wendi 文帝 180–157 av. J.-C. | Liu Heng 劉恆 202–157 av. J.-C. Wendi 文帝 180–157 av. J.-C. | Liu Heng 劉恆 202–157 av. J.-C. Wendi 文帝 180–157 av. J.-C. | Liu Heng 劉恆 202–157 av. J.-C. Wendi 文帝 180–157 av. J.-C. | Liu Heng 劉恆 202–157 av. J.-C. Wendi 文帝 180–157 av. J.-C. |                                                                 |                                                                 |                                                                 |                                                                 |                                                                 |                                                                 |                                                                |                                                                |                                                                |                                                                | Liu You 劉友 m. 181 av. J.-C. Prince Ji de Zhao 趙幽王 | Liu You 劉友 m. 181 av. J.-C. Prince Ji de Zhao 趙幽王 | Liu You 劉友 m. 181 av. J.-C. Prince Ji de Zhao 趙幽王        | Liu You 劉友 m. 181 av. J.-C. Prince Ji de Zhao 趙幽王        | Liu You 劉友 m. 181 av. J.-C. Prince Ji de Zhao 趙幽王        | Liu You 劉友 m. 181 av. J.-C. Prince Ji de Zhao 趙幽王        |                                                               |                                                               | Princesse Luyuan m.187 av. J.-C.                         | Princesse Luyuan m.187 av. J.-C.                         | Princesse Luyuan m.187 av. J.-C. | Princesse Luyuan m.187 av. J.-C. | Princesse Luyuan m.187 av. J.-C. | Princesse Luyuan m.187 av. J.-C. |  |  | Liu Yingke 劉郢客 m. 174 av. J.-C. Prince Yi de Chu 楚夷王 | Liu Yingke 劉郢客 m. 174 av. J.-C. Prince Yi de Chu 楚夷王 | Liu Yingke 劉郢客 m. 174 av. J.-C. Prince Yi de Chu 楚夷王 | Liu Yingke 劉郢客 m. 174 av. J.-C. Prince Yi de Chu 楚夷王 | Liu Yingke 劉郢客 m. 174 av. J.-C. Prince Yi de Chu 楚夷王 | Liu Yingke 劉郢客 m. 174 av. J.-C. Prince Yi de Chu 楚夷王 |  |  |  |  |  |  |  |  |  |  |  |  |  |  |  |  |  |  |
|                                                    |                                                    |                                                    |                                                    |                                                    |                                                    |                                                                   |                                                                   |                                                                   |                                                                   |                                                                   |                                                                   |                                                             |                                                             |                                                               |                                                               |                                                                |                                                                |                                                                |                                                                |                                                                |                                                                |                                                            |                                                            |                                                            |                                                            |                                                            |                                                            |                                             |                                             |                                                                         |                                                                         |                                                                         |                                                                         |                                                                         |                                                                         |                                                     |                                                     |                                                                   |                                                                   |                                                                   |                                                                   |                                                                   |                                                                   |                                                              |                                                              |                                                              |                                                              |                                                                              |                                                                              |                                                                              |                                                                              |                                                                              |                                                                              |                                                 |                                                 |                                                        |                                                        |                                                        |                                                        |                                                             |                                                             |                                                              |                                                              |                                                              |                                                              |                                                              |                                                              |                                                                 |                                                                 |                                                                 |                                                                 |                                                                 |                                                                 |                                                                |                                                                |                                                                |                                                                |                                                        |                                                        |                                                               |                                                               |                                                               |                                                               |                                                               |                                                               |                                                          |                                                          |                                  |                                  |                                  |                                  |  |  |                                                            |                                                            |                                                            |                                                            |                                                            |                                                            |  |  |  |  |  |  |  |  |  |  |  |  |  |  |  |  |  |  |
| 3                                                  | 3                                                  | 3                                                  | 3                                                  | 3                                                  | 3                                                  |                                                                   |                                                                   |                                                                   |                                                                   |                                                                   |                                                                   |                                                             |                                                             |                                                               |                                                               | 1                                                              | 1                                                              | 1                                                              | 1                                                              | 1                                                              | 1                                                              |                                                            |                                                            | 2                                                          | 2                                                          | 2                                                          | 2                                                          | 2                                           | 2                                           |                                                                         |                                                                         | 1                                                                       | 1                                                                       | 1                                                                       | 1                                                                       | 1                                                   | 1                                                   |                                                                   |                                                                   | 2                                                                 | 2                                                                 | 2                                                                 | 2                                                                 | 2                                                            | 2                                                            |                                                              |                                                              |                                                                              |                                                                              |                                                                              |                                                                              |                                                                              |                                                                              |                                                 |                                                 |                                                        |                                                        |                                                        |                                                        |                                                             |                                                             |                                                              |                                                              |                                                              |                                                              |                                                              |                                                              |                                                                 |                                                                 |                                                                 |                                                                 |                                                                 |                                                                 |                                                                |                                                                |                                                                |                                                                |                                                        |                                                        |                                                               |                                                               |                                                               |                                                               |                                                               |                                                               |                                                          |                                                          |                                  |                                  |                                  |                                  |  |  |                                                            |                                                            |                                                            |                                                            |                                                            |                                                            |  |  |  |  |  |  |  |  |  |  |  |  |  |  |  |  |  |  |
| 3                                                  | 3                                                  | 3                                                  | 3                                                  | 3                                                  | 3                                                  | Liu Zhang 劉章 m. 177 av. J.-C. Prince Jing de Chengyang 城陽景王 | Liu Zhang 劉章 m. 177 av. J.-C. Prince Jing de Chengyang 城陽景王 | Liu Zhang 劉章 m. 177 av. J.-C. Prince Jing de Chengyang 城陽景王 | Liu Zhang 劉章 m. 177 av. J.-C. Prince Jing de Chengyang 城陽景王 | Liu Zhang 劉章 m. 177 av. J.-C. Prince Jing de Chengyang 城陽景王 | Liu Zhang 劉章 m. 177 av. J.-C. Prince Jing de Chengyang 城陽景王 |                                                             |                                                             |                                                               |                                                               | 1                                                              | 1                                                              | 1                                                              | 1                                                              | 1                                                              | 1                                                              |                                                            |                                                            | 2                                                          | 2                                                          | 2                                                          | 2                                                          | 2                                           | 2                                           |                                                                         |                                                                         | 1                                                                       | 1                                                                       | 1                                                                       | 1                                                                       | 1                                                   | 1                                                   |                                                                   |                                                                   | 2                                                                 | 2                                                                 | 2                                                                 | 2                                                                 | 2                                                            | 2                                                            | Liu Gong 劉恭 Qian Shaodi 前少 188–184 av. J.-C.             | Liu Gong 劉恭 Qian Shaodi 前少 188–184 av. J.-C.             | Liu Gong 劉恭 Qian Shaodi 前少 188–184 av. J.-C.                             | Liu Gong 劉恭 Qian Shaodi 前少 188–184 av. J.-C.                             | Liu Gong 劉恭 Qian Shaodi 前少 188–184 av. J.-C.                             | Liu Gong 劉恭 Qian Shaodi 前少 188–184 av. J.-C.                             |                                                                              |                                                                              | Liu Hong 劉弘 Hou Shaodi 後少 184–180 av. J.-C. | Liu Hong 劉弘 Hou Shaodi 後少 184–180 av. J.-C. | Liu Hong 劉弘 Hou Shaodi 後少 184–180 av. J.-C.        | Liu Hong 劉弘 Hou Shaodi 後少 184–180 av. J.-C.        | Liu Hong 劉弘 Hou Shaodi 後少 184–180 av. J.-C.        | Liu Hong 劉弘 Hou Shaodi 後少 184–180 av. J.-C.        |                                                             |                                                             | Liu Qi 劉啟 188–141 av. J.-C. Jingdi 景帝 157–141 av. J.-C.  | Liu Qi 劉啟 188–141 av. J.-C. Jingdi 景帝 157–141 av. J.-C.  | Liu Qi 劉啟 188–141 av. J.-C. Jingdi 景帝 157–141 av. J.-C.  | Liu Qi 劉啟 188–141 av. J.-C. Jingdi 景帝 157–141 av. J.-C.  | Liu Qi 劉啟 188–141 av. J.-C. Jingdi 景帝 157–141 av. J.-C.  | Liu Qi 劉啟 188–141 av. J.-C. Jingdi 景帝 157–141 av. J.-C.  |                                                                 |                                                                 | Liu Wu 劉武 c.184–144 av. J.-C. Prince Xiao de Liang            | Liu Wu 劉武 c.184–144 av. J.-C. Prince Xiao de Liang            | Liu Wu 劉武 c.184–144 av. J.-C. Prince Xiao de Liang            | Liu Wu 劉武 c.184–144 av. J.-C. Prince Xiao de Liang            | Liu Wu 劉武 c.184–144 av. J.-C. Prince Xiao de Liang           | Liu Wu 劉武 c.184–144 av. J.-C. Prince Xiao de Liang           |                                                                |                                                                | Liu Sui 劉遂 m. 154 av. J.-C. Prince de Zhao 趙王      | Liu Sui 劉遂 m. 154 av. J.-C. Prince de Zhao 趙王      | Liu Sui 劉遂 m. 154 av. J.-C. Prince de Zhao 趙王             | Liu Sui 劉遂 m. 154 av. J.-C. Prince de Zhao 趙王             | Liu Sui 劉遂 m. 154 av. J.-C. Prince de Zhao 趙王             | Liu Sui 劉遂 m. 154 av. J.-C. Prince de Zhao 趙王             |                                                               |                                                               |                                                          |                                                          |                                  |                                  |                                  |                                  |  |  | Liu Wu 劉戊 m. 154 av. J.-C. Prince de Chu 楚王            | Liu Wu 劉戊 m. 154 av. J.-C. Prince de Chu 楚王            | Liu Wu 劉戊 m. 154 av. J.-C. Prince de Chu 楚王            | Liu Wu 劉戊 m. 154 av. J.-C. Prince de Chu 楚王            | Liu Wu 劉戊 m. 154 av. J.-C. Prince de Chu 楚王            | Liu Wu 劉戊 m. 154 av. J.-C. Prince de Chu 楚王            |  |  |  |  |  |  |  |  |  |  |  |  |  |  |  |  |  |  |
|                                                    |                                                    |                                                    |                                                    |                                                    |                                                    | Liu Zhang 劉章 m. 177 av. J.-C. Prince Jing de Chengyang 城陽景王 | Liu Zhang 劉章 m. 177 av. J.-C. Prince Jing de Chengyang 城陽景王 | Liu Zhang 劉章 m. 177 av. J.-C. Prince Jing de Chengyang 城陽景王 | Liu Zhang 劉章 m. 177 av. J.-C. Prince Jing de Chengyang 城陽景王 | Liu Zhang 劉章 m. 177 av. J.-C. Prince Jing de Chengyang 城陽景王 | Liu Zhang 劉章 m. 177 av. J.-C. Prince Jing de Chengyang 城陽景王 |                                                             |                                                             |                                                               |                                                               |                                                                |                                                                |                                                                |                                                                |                                                                |                                                                |                                                            |                                                            |                                                            |                                                            |                                                            |                                                            |                                             |                                             |                                                                         |                                                                         |                                                                         |                                                                         |                                                                         |                                                                         |                                                     |                                                     |                                                                   |                                                                   |                                                                   |                                                                   |                                                                   |                                                                   |                                                              |                                                              | Liu Gong 劉恭 Qian Shaodi 前少 188–184 av. J.-C.             | Liu Gong 劉恭 Qian Shaodi 前少 188–184 av. J.-C.             | Liu Gong 劉恭 Qian Shaodi 前少 188–184 av. J.-C.                             | Liu Gong 劉恭 Qian Shaodi 前少 188–184 av. J.-C.                             | Liu Gong 劉恭 Qian Shaodi 前少 188–184 av. J.-C.                             | Liu Gong 劉恭 Qian Shaodi 前少 188–184 av. J.-C.                             |                                                                              |                                                                              | Liu Hong 劉弘 Hou Shaodi 後少 184–180 av. J.-C. | Liu Hong 劉弘 Hou Shaodi 後少 184–180 av. J.-C. | Liu Hong 劉弘 Hou Shaodi 後少 184–180 av. J.-C.        | Liu Hong 劉弘 Hou Shaodi 後少 184–180 av. J.-C.        | Liu Hong 劉弘 Hou Shaodi 後少 184–180 av. J.-C.        | Liu Hong 劉弘 Hou Shaodi 後少 184–180 av. J.-C.        |                                                             |                                                             | Liu Qi 劉啟 188–141 av. J.-C. Jingdi 景帝 157–141 av. J.-C.  | Liu Qi 劉啟 188–141 av. J.-C. Jingdi 景帝 157–141 av. J.-C.  | Liu Qi 劉啟 188–141 av. J.-C. Jingdi 景帝 157–141 av. J.-C.  | Liu Qi 劉啟 188–141 av. J.-C. Jingdi 景帝 157–141 av. J.-C.  | Liu Qi 劉啟 188–141 av. J.-C. Jingdi 景帝 157–141 av. J.-C.  | Liu Qi 劉啟 188–141 av. J.-C. Jingdi 景帝 157–141 av. J.-C.  |                                                                 |                                                                 | Liu Wu 劉武 c.184–144 av. J.-C. Prince Xiao de Liang            | Liu Wu 劉武 c.184–144 av. J.-C. Prince Xiao de Liang            | Liu Wu 劉武 c.184–144 av. J.-C. Prince Xiao de Liang            | Liu Wu 劉武 c.184–144 av. J.-C. Prince Xiao de Liang            | Liu Wu 劉武 c.184–144 av. J.-C. Prince Xiao de Liang           | Liu Wu 劉武 c.184–144 av. J.-C. Prince Xiao de Liang           |                                                                |                                                                | Liu Sui 劉遂 m. 154 av. J.-C. Prince de Zhao 趙王      | Liu Sui 劉遂 m. 154 av. J.-C. Prince de Zhao 趙王      | Liu Sui 劉遂 m. 154 av. J.-C. Prince de Zhao 趙王             | Liu Sui 劉遂 m. 154 av. J.-C. Prince de Zhao 趙王             | Liu Sui 劉遂 m. 154 av. J.-C. Prince de Zhao 趙王             | Liu Sui 劉遂 m. 154 av. J.-C. Prince de Zhao 趙王             |                                                               |                                                               |                                                          |                                                          |                                  |                                  |                                  |                                  |  |  | Liu Wu 劉戊 m. 154 av. J.-C. Prince de Chu 楚王            | Liu Wu 劉戊 m. 154 av. J.-C. Prince de Chu 楚王            | Liu Wu 劉戊 m. 154 av. J.-C. Prince de Chu 楚王            | Liu Wu 劉戊 m. 154 av. J.-C. Prince de Chu 楚王            | Liu Wu 劉戊 m. 154 av. J.-C. Prince de Chu 楚王            | Liu Wu 劉戊 m. 154 av. J.-C. Prince de Chu 楚王            |  |  |  |  |  |  |  |  |  |  |  |  |  |  |  |  |  |  |
|                                                    |                                                    |                                                    |                                                    |                                                    |                                                    |                                                                   |                                                                   |                                                                   |                                                                   |                                                                   |                                                                   |                                                             |                                                             |                                                               |                                                               |                                                                |                                                                |                                                                |                                                                |                                                                |                                                                |                                                            |                                                            |                                                            |                                                            |                                                            |                                                            |                                             |                                             |                                                                         |                                                                         |                                                                         |                                                                         |                                                                         |                                                                         |                                                     |                                                     |                                                                   |                                                                   |                                                                   |                                                                   |                                                                   |                                                                   |                                                              |                                                              |                                                              |                                                              |                                                                              |                                                                              |                                                                              |                                                                              |                                                                              |                                                                              |                                                 |                                                 |                                                        |                                                        |                                                        |                                                        |                                                             |                                                             |                                                              |                                                              |                                                              |                                                              |                                                              |                                                              |                                                                 |                                                                 |                                                                 |                                                                 |                                                                 |                                                                 |                                                                |                                                                |                                                                |                                                                |                                                        |                                                        |                                                               |                                                               |                                                               |                                                               |                                                               |                                                               |                                                          |                                                          |                                  |                                  |                                  |                                  |  |  |                                                            |                                                            |                                                            |                                                            |                                                            |                                                            |  |  |  |  |  |  |  |  |  |  |  |  |  |  |  |  |  |  |
|                                                    |                                                    |                                                    |                                                    |                                                    |                                                    |                                                                   |                                                                   | 5                                                                 | 5                                                                 | 5                                                                 | 5                                                                 | 5                                                           | 5                                                           |                                                               |                                                               | 6                                                              | 6                                                              | 6                                                              | 6                                                              | 6                                                              | 6                                                              |                                                            |                                                            | 9                                                          | 9                                                          | 9                                                          | 9                                                          | 9                                           | 9                                           |                                                                         |                                                                         |                                                                         |                                                                         |                                                                         |                                                                         |                                                     |                                                     |                                                                   |                                                                   |                                                                   |                                                                   |                                                                   |                                                                   |                                                              |                                                              |                                                              |                                                              | 10                                                                           | 10                                                                           | 10                                                                           | 10                                                                           | 10                                                                           | 10                                                                           |                                                 |                                                 |                                                        |                                                        |                                                        |                                                        |                                                             |                                                             |                                                              |                                                              |                                                              |                                                              |                                                              |                                                              |                                                                 |                                                                 |                                                                 |                                                                 |                                                                 |                                                                 |                                                                |                                                                |                                                                |                                                                |                                                        |                                                        |                                                               |                                                               |                                                               |                                                               |                                                               |                                                               |                                                          |                                                          |                                  |                                  |                                  |                                  |  |  |                                                            |                                                            |                                                            |                                                            |                                                            |                                                            |  |  |  |  |  |  |  |  |  |  |  |  |  |  |  |  |  |  |
| Liu Xi 劉喜 Prince Gong de Chengyang 城阳恭王      | Liu Xi 劉喜 Prince Gong de Chengyang 城阳恭王      | Liu Xi 劉喜 Prince Gong de Chengyang 城阳恭王      | Liu Xi 劉喜 Prince Gong de Chengyang 城阳恭王      | Liu Xi 劉喜 Prince Gong de Chengyang 城阳恭王      | Liu Xi 劉喜 Prince Gong de Chengyang 城阳恭王      |                                                                   |                                                                   | 5                                                                 | 5                                                                 | 5                                                                 | 5                                                                 | 5                                                           | 5                                                           | Liu Fei 劉非 169–128 av. J.-C. Prince Yi de Jiangdu 江都易王  | Liu Fei 劉非 169–128 av. J.-C. Prince Yi de Jiangdu 江都易王  | Liu Fei 劉非 169–128 av. J.-C. Prince Yi de Jiangdu 江都易王   | Liu Fei 劉非 169–128 av. J.-C. Prince Yi de Jiangdu 江都易王   | Liu Fei 劉非 169–128 av. J.-C. Prince Yi de Jiangdu 江都易王   | Liu Fei 劉非 169–128 av. J.-C. Prince Yi de Jiangdu 江都易王   | 6                                                              | 6                                                              |                                                            |                                                            | 9                                                          | 9                                                          | 9                                                          | 9                                                          | 9                                           | 9                                           | Liu Fa 劉發 m. 127 av. J.-C. Prince Ding de Changsha 长沙定王           | Liu Fa 劉發 m. 127 av. J.-C. Prince Ding de Changsha 长沙定王           | Liu Fa 劉發 m. 127 av. J.-C. Prince Ding de Changsha 长沙定王           | Liu Fa 劉發 m. 127 av. J.-C. Prince Ding de Changsha 长沙定王           | Liu Fa 劉發 m. 127 av. J.-C. Prince Ding de Changsha 长沙定王           | Liu Fa 劉發 m. 127 av. J.-C. Prince Ding de Changsha 长沙定王           |                                                     |                                                     | Liu Sheng 劉勝 m. 113 av. J.-C. Prince Jing de Zhongshan 中山靖王 | Liu Sheng 劉勝 m. 113 av. J.-C. Prince Jing de Zhongshan 中山靖王 | Liu Sheng 劉勝 m. 113 av. J.-C. Prince Jing de Zhongshan 中山靖王 | Liu Sheng 劉勝 m. 113 av. J.-C. Prince Jing de Zhongshan 中山靖王 | Liu Sheng 劉勝 m. 113 av. J.-C. Prince Jing de Zhongshan 中山靖王 | Liu Sheng 劉勝 m. 113 av. J.-C. Prince Jing de Zhongshan 中山靖王 |                                                              |                                                              |                                                              |                                                              | 10                                                                           | 10                                                                           | 10                                                                           | 10                                                                           | 10                                                                           | 10                                                                           |                                                 |                                                 |                                                        |                                                        |                                                        |                                                        |                                                             |                                                             |                                                              |                                                              |                                                              |                                                              |                                                              |                                                              | Liu Che 劉徹 157–87 av. J.-C. Wudi 武帝 141–87 av. J.-C.        | Liu Che 劉徹 157–87 av. J.-C. Wudi 武帝 141–87 av. J.-C.        | Liu Che 劉徹 157–87 av. J.-C. Wudi 武帝 141–87 av. J.-C.        | Liu Che 劉徹 157–87 av. J.-C. Wudi 武帝 141–87 av. J.-C.        | Liu Che 劉徹 157–87 av. J.-C. Wudi 武帝 141–87 av. J.-C.        | Liu Che 劉徹 157–87 av. J.-C. Wudi 武帝 141–87 av. J.-C.        |                                                                |                                                                | Princesse Pingyang 平陽公主                                    | Princesse Pingyang 平陽公主                                    | Princesse Pingyang 平陽公主                            | Princesse Pingyang 平陽公主                            | Princesse Pingyang 平陽公主                                   | Princesse Pingyang 平陽公主                                   |                                                               |                                                               |                                                               |                                                               |                                                          |                                                          |                                  |                                  |                                  |                                  |  |  |                                                            |                                                            |                                                            |                                                            |                                                            |                                                            |  |  |  |  |  |  |  |  |  |  |  |  |  |  |  |  |  |  |
| Liu Xi 劉喜 Prince Gong de Chengyang 城阳恭王      | Liu Xi 劉喜 Prince Gong de Chengyang 城阳恭王      | Liu Xi 劉喜 Prince Gong de Chengyang 城阳恭王      | Liu Xi 劉喜 Prince Gong de Chengyang 城阳恭王      | Liu Xi 劉喜 Prince Gong de Chengyang 城阳恭王      | Liu Xi 劉喜 Prince Gong de Chengyang 城阳恭王      |                                                                   |                                                                   |                                                                   |                                                                   |                                                                   |                                                                   |                                                             |                                                             | Liu Fei 劉非 169–128 av. J.-C. Prince Yi de Jiangdu 江都易王  | Liu Fei 劉非 169–128 av. J.-C. Prince Yi de Jiangdu 江都易王  | Liu Fei 劉非 169–128 av. J.-C. Prince Yi de Jiangdu 江都易王   | Liu Fei 劉非 169–128 av. J.-C. Prince Yi de Jiangdu 江都易王   | Liu Fei 劉非 169–128 av. J.-C. Prince Yi de Jiangdu 江都易王   | Liu Fei 劉非 169–128 av. J.-C. Prince Yi de Jiangdu 江都易王   |                                                                |                                                                |                                                            |                                                            |                                                            |                                                            |                                                            |                                                            |                                             |                                             | Liu Fa 劉發 m. 127 av. J.-C. Prince Ding de Changsha 长沙定王           | Liu Fa 劉發 m. 127 av. J.-C. Prince Ding de Changsha 长沙定王           | Liu Fa 劉發 m. 127 av. J.-C. Prince Ding de Changsha 长沙定王           | Liu Fa 劉發 m. 127 av. J.-C. Prince Ding de Changsha 长沙定王           | Liu Fa 劉發 m. 127 av. J.-C. Prince Ding de Changsha 长沙定王           | Liu Fa 劉發 m. 127 av. J.-C. Prince Ding de Changsha 长沙定王           |                                                     |                                                     | Liu Sheng 劉勝 m. 113 av. J.-C. Prince Jing de Zhongshan 中山靖王 | Liu Sheng 劉勝 m. 113 av. J.-C. Prince Jing de Zhongshan 中山靖王 | Liu Sheng 劉勝 m. 113 av. J.-C. Prince Jing de Zhongshan 中山靖王 | Liu Sheng 劉勝 m. 113 av. J.-C. Prince Jing de Zhongshan 中山靖王 | Liu Sheng 劉勝 m. 113 av. J.-C. Prince Jing de Zhongshan 中山靖王 | Liu Sheng 劉勝 m. 113 av. J.-C. Prince Jing de Zhongshan 中山靖王 |                                                              |                                                              |                                                              |                                                              |                                                                              |                                                                              |                                                                              |                                                                              |                                                                              |                                                                              |                                                 |                                                 |                                                        |                                                        |                                                        |                                                        |                                                             |                                                             |                                                              |                                                              |                                                              |                                                              |                                                              |                                                              | Liu Che 劉徹 157–87 av. J.-C. Wudi 武帝 141–87 av. J.-C.        | Liu Che 劉徹 157–87 av. J.-C. Wudi 武帝 141–87 av. J.-C.        | Liu Che 劉徹 157–87 av. J.-C. Wudi 武帝 141–87 av. J.-C.        | Liu Che 劉徹 157–87 av. J.-C. Wudi 武帝 141–87 av. J.-C.        | Liu Che 劉徹 157–87 av. J.-C. Wudi 武帝 141–87 av. J.-C.        | Liu Che 劉徹 157–87 av. J.-C. Wudi 武帝 141–87 av. J.-C.        |                                                                |                                                                | Princesse Pingyang 平陽公主                                    | Princesse Pingyang 平陽公主                                    | Princesse Pingyang 平陽公主                            | Princesse Pingyang 平陽公主                            | Princesse Pingyang 平陽公主                                   | Princesse Pingyang 平陽公主                                   |                                                               |                                                               |                                                               |                                                               |                                                          |                                                          |                                  |                                  |                                  |                                  |  |  |                                                            |                                                            |                                                            |                                                            |                                                            |                                                            |  |  |  |  |  |  |  |  |  |  |  |  |  |  |  |  |  |  |
|                                                    |                                                    |                                                    |                                                    |                                                    |                                                    |                                                                   |                                                                   |                                                                   |                                                                   |                                                                   |                                                                   |                                                             |                                                             |                                                               |                                                               |                                                                |                                                                |                                                                |                                                                |                                                                |                                                                |                                                            |                                                            |                                                            |                                                            |                                                            |                                                            |                                             |                                             |                                                                         |                                                                         |                                                                         |                                                                         |                                                                         |                                                                         |                                                     |                                                     |                                                                   |                                                                   |                                                                   |                                                                   |                                                                   |                                                                   |                                                              |                                                              |                                                              |                                                              |                                                                              |                                                                              |                                                                              |                                                                              |                                                                              |                                                                              |                                                 |                                                 |                                                        |                                                        |                                                        |                                                        |                                                             |                                                             |                                                              |                                                              |                                                              |                                                              |                                                              |                                                              |                                                                 |                                                                 |                                                                 |                                                                 |                                                                 |                                                                 |                                                                |                                                                |                                                                |                                                                |                                                        |                                                        |                                                               |                                                               |                                                               |                                                               |                                                               |                                                               |                                                          |                                                          |                                  |                                  |                                  |                                  |  |  |                                                            |                                                            |                                                            |                                                            |                                                            |                                                            |  |  |  |  |  |  |  |  |  |  |  |  |  |  |  |  |  |  |
|                                                    |                                                    |                                                    |                                                    |                                                    |                                                    |                                                                   |                                                                   |                                                                   |                                                                   |                                                                   |                                                                   |                                                             |                                                             |                                                               |                                                               | 13                                                             | 13                                                             | 13                                                             | 13                                                             | 13                                                             | 13                                                             |                                                            |                                                            |                                                            |                                                            |                                                            |                                                            |                                             |                                             |                                                                         |                                                                         |                                                                         |                                                                         |                                                                         |                                                                         |                                                     |                                                     |                                                                   |                                                                   | 1                                                                 | 1                                                                 | 1                                                                 | 1                                                                 | 1                                                            | 1                                                            |                                                              |                                                              | 5                                                                            | 5                                                                            | 5                                                                            | 5                                                                            | 5                                                                            | 5                                                                            |                                                 |                                                 | 6                                                      | 6                                                      | 6                                                      | 6                                                      | 6                                                           | 6                                                           |                                                              |                                                              |                                                              |                                                              |                                                              |                                                              |                                                                 |                                                                 |                                                                 |                                                                 |                                                                 |                                                                 |                                                                |                                                                |                                                                |                                                                |                                                        |                                                        |                                                               |                                                               |                                                               |                                                               |                                                               |                                                               |                                                          |                                                          |                                  |                                  |                                  |                                  |  |  |                                                            |                                                            |                                                            |                                                            |                                                            |                                                            |  |  |  |  |  |  |  |  |  |  |  |  |  |  |  |  |  |  |
| Liu Yan 劉延 Prince Qing de Chengyang 城阳顷王     | Liu Yan 劉延 Prince Qing de Chengyang 城阳顷王     | Liu Yan 劉延 Prince Qing de Chengyang 城阳顷王     | Liu Yan 劉延 Prince Qing de Chengyang 城阳顷王     | Liu Yan 劉延 Prince Qing de Chengyang 城阳顷王     | Liu Yan 劉延 Prince Qing de Chengyang 城阳顷王     |                                                                   |                                                                   |                                                                   |                                                                   |                                                                   |                                                                   |                                                             |                                                             |                                                               |                                                               | 13                                                             | 13                                                             | 13                                                             | 13                                                             | 13                                                             | 13                                                             | Liu Mai 劉買 Marquis Jie de Chongling 舂陵节侯             | Liu Mai 劉買 Marquis Jie de Chongling 舂陵节侯             | Liu Mai 劉買 Marquis Jie de Chongling 舂陵节侯             | Liu Mai 劉買 Marquis Jie de Chongling 舂陵节侯             | Liu Mai 劉買 Marquis Jie de Chongling 舂陵节侯             | Liu Mai 劉買 Marquis Jie de Chongling 舂陵节侯             |                                             |                                             |                                                                         |                                                                         |                                                                         |                                                                         |                                                                         |                                                                         |                                                     |                                                     |                                                                   |                                                                   | 1                                                                 | 1                                                                 | 1                                                                 | 1                                                                 | 1                                                            | 1                                                            |                                                              |                                                              | 5                                                                            | 5                                                                            | 5                                                                            | 5                                                                            | 5                                                                            | 5                                                                            |                                                 |                                                 | 6                                                      | 6                                                      | 6                                                      | 6                                                      | 6                                                           | 6                                                           |                                                              |                                                              | Liu Ju 劉據 128–91 av. J.-C. Prince héritier Li 戾太子       | Liu Ju 劉據 128–91 av. J.-C. Prince héritier Li 戾太子       | Liu Ju 劉據 128–91 av. J.-C. Prince héritier Li 戾太子       | Liu Ju 劉據 128–91 av. J.-C. Prince héritier Li 戾太子       | Liu Ju 劉據 128–91 av. J.-C. Prince héritier Li 戾太子          | Liu Ju 劉據 128–91 av. J.-C. Prince héritier Li 戾太子          |                                                                 |                                                                 | Liu Bo 劉髆 m. 86 av. J.-C. Prince Ai de Changyi 昌邑哀王       | Liu Bo 劉髆 m. 86 av. J.-C. Prince Ai de Changyi 昌邑哀王       | Liu Bo 劉髆 m. 86 av. J.-C. Prince Ai de Changyi 昌邑哀王      | Liu Bo 劉髆 m. 86 av. J.-C. Prince Ai de Changyi 昌邑哀王      | Liu Bo 劉髆 m. 86 av. J.-C. Prince Ai de Changyi 昌邑哀王      | Liu Bo 劉髆 m. 86 av. J.-C. Prince Ai de Changyi 昌邑哀王      |                                                        |                                                        | Liu Fuling 劉弗陵 94–74 av. J.-C. Zhaodi 昭帝 87–74 av. J.-C. | Liu Fuling 劉弗陵 94–74 av. J.-C. Zhaodi 昭帝 87–74 av. J.-C. | Liu Fuling 劉弗陵 94–74 av. J.-C. Zhaodi 昭帝 87–74 av. J.-C. | Liu Fuling 劉弗陵 94–74 av. J.-C. Zhaodi 昭帝 87–74 av. J.-C. | Liu Fuling 劉弗陵 94–74 av. J.-C. Zhaodi 昭帝 87–74 av. J.-C. | Liu Fuling 劉弗陵 94–74 av. J.-C. Zhaodi 昭帝 87–74 av. J.-C. |                                                          |                                                          |                                  |                                  |                                  |                                  |  |  |                                                            |                                                            |                                                            |                                                            |                                                            |                                                            |  |  |  |  |  |  |  |  |  |  |  |  |  |  |  |  |  |  |
| Liu Yan 劉延 Prince Qing de Chengyang 城阳顷王     | Liu Yan 劉延 Prince Qing de Chengyang 城阳顷王     | Liu Yan 劉延 Prince Qing de Chengyang 城阳顷王     | Liu Yan 劉延 Prince Qing de Chengyang 城阳顷王     | Liu Yan 劉延 Prince Qing de Chengyang 城阳顷王     | Liu Yan 劉延 Prince Qing de Chengyang 城阳顷王     |                                                                   |                                                                   |                                                                   |                                                                   |                                                                   |                                                                   |                                                             |                                                             |                                                               |                                                               |                                                                |                                                                |                                                                |                                                                |                                                                |                                                                | Liu Mai 劉買 Marquis Jie de Chongling 舂陵节侯             | Liu Mai 劉買 Marquis Jie de Chongling 舂陵节侯             | Liu Mai 劉買 Marquis Jie de Chongling 舂陵节侯             | Liu Mai 劉買 Marquis Jie de Chongling 舂陵节侯             | Liu Mai 劉買 Marquis Jie de Chongling 舂陵节侯             | Liu Mai 劉買 Marquis Jie de Chongling 舂陵节侯             |                                             |                                             |                                                                         |                                                                         |                                                                         |                                                                         |                                                                         |                                                                         |                                                     |                                                     |                                                                   |                                                                   |                                                                   |                                                                   |                                                                   |                                                                   |                                                              |                                                              |                                                              |                                                              |                                                                              |                                                                              |                                                                              |                                                                              |                                                                              |                                                                              |                                                 |                                                 |                                                        |                                                        |                                                        |                                                        |                                                             |                                                             |                                                              |                                                              | Liu Ju 劉據 128–91 av. J.-C. Prince héritier Li 戾太子       | Liu Ju 劉據 128–91 av. J.-C. Prince héritier Li 戾太子       | Liu Ju 劉據 128–91 av. J.-C. Prince héritier Li 戾太子       | Liu Ju 劉據 128–91 av. J.-C. Prince héritier Li 戾太子       | Liu Ju 劉據 128–91 av. J.-C. Prince héritier Li 戾太子          | Liu Ju 劉據 128–91 av. J.-C. Prince héritier Li 戾太子          |                                                                 |                                                                 | Liu Bo 劉髆 m. 86 av. J.-C. Prince Ai de Changyi 昌邑哀王       | Liu Bo 劉髆 m. 86 av. J.-C. Prince Ai de Changyi 昌邑哀王       | Liu Bo 劉髆 m. 86 av. J.-C. Prince Ai de Changyi 昌邑哀王      | Liu Bo 劉髆 m. 86 av. J.-C. Prince Ai de Changyi 昌邑哀王      | Liu Bo 劉髆 m. 86 av. J.-C. Prince Ai de Changyi 昌邑哀王      | Liu Bo 劉髆 m. 86 av. J.-C. Prince Ai de Changyi 昌邑哀王      |                                                        |                                                        | Liu Fuling 劉弗陵 94–74 av. J.-C. Zhaodi 昭帝 87–74 av. J.-C. | Liu Fuling 劉弗陵 94–74 av. J.-C. Zhaodi 昭帝 87–74 av. J.-C. | Liu Fuling 劉弗陵 94–74 av. J.-C. Zhaodi 昭帝 87–74 av. J.-C. | Liu Fuling 劉弗陵 94–74 av. J.-C. Zhaodi 昭帝 87–74 av. J.-C. | Liu Fuling 劉弗陵 94–74 av. J.-C. Zhaodi 昭帝 87–74 av. J.-C. | Liu Fuling 劉弗陵 94–74 av. J.-C. Zhaodi 昭帝 87–74 av. J.-C. |                                                          |                                                          |                                  |                                  |                                  |                                  |  |  |                                                            |                                                            |                                                            |                                                            |                                                            |                                                            |  |  |  |  |  |  |  |  |  |  |  |  |  |  |  |  |  |  |
|                                                    |                                                    |                                                    |                                                    |                                                    |                                                    |                                                                   |                                                                   |                                                                   |                                                                   |                                                                   |                                                                   |                                                             |                                                             |                                                               |                                                               |                                                                |                                                                |                                                                |                                                                |                                                                |                                                                |                                                            |                                                            |                                                            |                                                            |                                                            |                                                            |                                             |                                             |                                                                         |                                                                         |                                                                         |                                                                         |                                                                         |                                                                         |                                                     |                                                     |                                                                   |                                                                   |                                                                   |                                                                   |                                                                   |                                                                   |                                                              |                                                              |                                                              |                                                              |                                                                              |                                                                              |                                                                              |                                                                              |                                                                              |                                                                              |                                                 |                                                 |                                                        |                                                        |                                                        |                                                        |                                                             |                                                             |                                                              |                                                              |                                                              |                                                              |                                                              |                                                              |                                                                 |                                                                 |                                                                 |                                                                 |                                                                 |                                                                 |                                                                |                                                                |                                                                |                                                                |                                                        |                                                        |                                                               |                                                               |                                                               |                                                               |                                                               |                                                               |                                                          |                                                          |                                  |                                  |                                  |                                  |  |  |                                                            |                                                            |                                                            |                                                            |                                                            |                                                            |  |  |  |  |  |  |  |  |  |  |  |  |  |  |  |  |  |  |
|                                                    |                                                    |                                                    |                                                    |                                                    |                                                    |                                                                   |                                                                   | 1                                                                 | 1                                                                 | 1                                                                 | 1                                                                 | 1                                                           | 1                                                           |                                                               |                                                               | 2                                                              | 2                                                              | 2                                                              | 2                                                              | 2                                                              | 2                                                              |                                                            |                                                            |                                                            |                                                            |                                                            |                                                            |                                             |                                             |                                                                         |                                                                         |                                                                         |                                                                         |                                                                         |                                                                         |                                                     |                                                     |                                                                   |                                                                   | 1                                                                 | 1                                                                 | 1                                                                 | 1                                                                 | 1                                                            | 1                                                            |                                                              |                                                              | 1                                                                            | 1                                                                            | 1                                                                            | 1                                                                            | 1                                                                            | 1                                                                            |                                                 |                                                 |                                                        |                                                        |                                                        |                                                        |                                                             |                                                             |                                                              |                                                              |                                                              |                                                              |                                                              |                                                              |                                                                 |                                                                 |                                                                 |                                                                 |                                                                 |                                                                 |                                                                |                                                                |                                                                |                                                                |                                                        |                                                        |                                                               |                                                               |                                                               |                                                               |                                                               |                                                               |                                                          |                                                          |                                  |                                  |                                  |                                  |  |  |                                                            |                                                            |                                                            |                                                            |                                                            |                                                            |  |  |  |  |  |  |  |  |  |  |  |  |  |  |  |  |  |  |
| Liu Yi 劉义 Prince Jing de Chengyang 城阳敬王      | Liu Yi 劉义 Prince Jing de Chengyang 城阳敬王      | Liu Yi 劉义 Prince Jing de Chengyang 城阳敬王      | Liu Yi 劉义 Prince Jing de Chengyang 城阳敬王      | Liu Yi 劉义 Prince Jing de Chengyang 城阳敬王      | Liu Yi 劉义 Prince Jing de Chengyang 城阳敬王      |                                                                   |                                                                   | 1                                                                 | 1                                                                 | 1                                                                 | 1                                                                 | 1                                                           | 1                                                           | Liu Xiongqu 劉熊渠 Marquis Dai de Chongling 舂陵戴侯          | Liu Xiongqu 劉熊渠 Marquis Dai de Chongling 舂陵戴侯          | Liu Xiongqu 劉熊渠 Marquis Dai de Chongling 舂陵戴侯           | Liu Xiongqu 劉熊渠 Marquis Dai de Chongling 舂陵戴侯           | Liu Xiongqu 劉熊渠 Marquis Dai de Chongling 舂陵戴侯           | Liu Xiongqu 劉熊渠 Marquis Dai de Chongling 舂陵戴侯           | 2                                                              | 2                                                              |                                                            |                                                            | Liu Wai 劉外 Govnr. de Yulin Comm. 郁林太守                | Liu Wai 劉外 Govnr. de Yulin Comm. 郁林太守                | Liu Wai 劉外 Govnr. de Yulin Comm. 郁林太守                | Liu Wai 劉外 Govnr. de Yulin Comm. 郁林太守                | Liu Wai 劉外 Govnr. de Yulin Comm. 郁林太守 | Liu Wai 劉外 Govnr. de Yulin Comm. 郁林太守 |                                                                         |                                                                         |                                                                         |                                                                         |                                                                         |                                                                         |                                                     |                                                     |                                                                   |                                                                   | 1                                                                 | 1                                                                 | 1                                                                 | 1                                                                 | 1                                                            | 1                                                            |                                                              |                                                              | 1                                                                            | 1                                                                            | 1                                                                            | 1                                                                            | 1                                                                            | 1                                                                            |                                                 |                                                 |                                                        |                                                        |                                                        |                                                        | Liu Jin 劉進 113–91 av. J.-C. Père de l’empereur Dao 悼皇考 | Liu Jin 劉進 113–91 av. J.-C. Père de l’empereur Dao 悼皇考 | Liu Jin 劉進 113–91 av. J.-C. Père de l’empereur Dao 悼皇考  | Liu Jin 劉進 113–91 av. J.-C. Père de l’empereur Dao 悼皇考  | Liu Jin 劉進 113–91 av. J.-C. Père de l’empereur Dao 悼皇考  | Liu Jin 劉進 113–91 av. J.-C. Père de l’empereur Dao 悼皇考  |                                                              |                                                              | Liu He 劉賀 ~92–59 av. J.-C. Pr. de Changyi 昌邑王 74 av. J.-C. | Liu He 劉賀 ~92–59 av. J.-C. Pr. de Changyi 昌邑王 74 av. J.-C. | Liu He 劉賀 ~92–59 av. J.-C. Pr. de Changyi 昌邑王 74 av. J.-C. | Liu He 劉賀 ~92–59 av. J.-C. Pr. de Changyi 昌邑王 74 av. J.-C. | Liu He 劉賀 ~92–59 av. J.-C. Pr. de Changyi 昌邑王 74 av. J.-C. | Liu He 劉賀 ~92–59 av. J.-C. Pr. de Changyi 昌邑王 74 av. J.-C. |                                                                |                                                                |                                                                |                                                                |                                                        |                                                        |                                                               |                                                               |                                                               |                                                               |                                                               |                                                               |                                                          |                                                          |                                  |                                  |                                  |                                  |  |  |                                                            |                                                            |                                                            |                                                            |                                                            |                                                            |  |  |  |  |  |  |  |  |  |  |  |  |  |  |  |  |  |  |
| Liu Yi 劉义 Prince Jing de Chengyang 城阳敬王      | Liu Yi 劉义 Prince Jing de Chengyang 城阳敬王      | Liu Yi 劉义 Prince Jing de Chengyang 城阳敬王      | Liu Yi 劉义 Prince Jing de Chengyang 城阳敬王      | Liu Yi 劉义 Prince Jing de Chengyang 城阳敬王      | Liu Yi 劉义 Prince Jing de Chengyang 城阳敬王      |                                                                   |                                                                   |                                                                   |                                                                   |                                                                   |                                                                   |                                                             |                                                             | Liu Xiongqu 劉熊渠 Marquis Dai de Chongling 舂陵戴侯          | Liu Xiongqu 劉熊渠 Marquis Dai de Chongling 舂陵戴侯          | Liu Xiongqu 劉熊渠 Marquis Dai de Chongling 舂陵戴侯           | Liu Xiongqu 劉熊渠 Marquis Dai de Chongling 舂陵戴侯           | Liu Xiongqu 劉熊渠 Marquis Dai de Chongling 舂陵戴侯           | Liu Xiongqu 劉熊渠 Marquis Dai de Chongling 舂陵戴侯           |                                                                |                                                                |                                                            |                                                            | Liu Wai 劉外 Govnr. de Yulin Comm. 郁林太守                | Liu Wai 劉外 Govnr. de Yulin Comm. 郁林太守                | Liu Wai 劉外 Govnr. de Yulin Comm. 郁林太守                | Liu Wai 劉外 Govnr. de Yulin Comm. 郁林太守                | Liu Wai 劉外 Govnr. de Yulin Comm. 郁林太守 | Liu Wai 劉外 Govnr. de Yulin Comm. 郁林太守 |                                                                         |                                                                         |                                                                         |                                                                         |                                                                         |                                                                         |                                                     |                                                     |                                                                   |                                                                   |                                                                   |                                                                   |                                                                   |                                                                   |                                                              |                                                              |                                                              |                                                              |                                                                              |                                                                              |                                                                              |                                                                              |                                                                              |                                                                              |                                                 |                                                 |                                                        |                                                        |                                                        |                                                        | Liu Jin 劉進 113–91 av. J.-C. Père de l’empereur Dao 悼皇考 | Liu Jin 劉進 113–91 av. J.-C. Père de l’empereur Dao 悼皇考 | Liu Jin 劉進 113–91 av. J.-C. Père de l’empereur Dao 悼皇考  | Liu Jin 劉進 113–91 av. J.-C. Père de l’empereur Dao 悼皇考  | Liu Jin 劉進 113–91 av. J.-C. Père de l’empereur Dao 悼皇考  | Liu Jin 劉進 113–91 av. J.-C. Père de l’empereur Dao 悼皇考  |                                                              |                                                              | Liu He 劉賀 ~92–59 av. J.-C. Pr. de Changyi 昌邑王 74 av. J.-C. | Liu He 劉賀 ~92–59 av. J.-C. Pr. de Changyi 昌邑王 74 av. J.-C. | Liu He 劉賀 ~92–59 av. J.-C. Pr. de Changyi 昌邑王 74 av. J.-C. | Liu He 劉賀 ~92–59 av. J.-C. Pr. de Changyi 昌邑王 74 av. J.-C. | Liu He 劉賀 ~92–59 av. J.-C. Pr. de Changyi 昌邑王 74 av. J.-C. | Liu He 劉賀 ~92–59 av. J.-C. Pr. de Changyi 昌邑王 74 av. J.-C. |                                                                |                                                                |                                                                |                                                                |                                                        |                                                        |                                                               |                                                               |                                                               |                                                               |                                                               |                                                               |                                                          |                                                          |                                  |                                  |                                  |                                  |  |  |                                                            |                                                            |                                                            |                                                            |                                                            |                                                            |  |  |  |  |  |  |  |  |  |  |  |  |  |  |  |  |  |  |
| Liu Wu 劉武 Prince Hui de Chengyang 城阳惠王       | Liu Wu 劉武 Prince Hui de Chengyang 城阳惠王       | Liu Wu 劉武 Prince Hui de Chengyang 城阳惠王       | Liu Wu 劉武 Prince Hui de Chengyang 城阳惠王       | Liu Wu 劉武 Prince Hui de Chengyang 城阳惠王       | Liu Wu 劉武 Prince Hui de Chengyang 城阳惠王       |                                                                   |                                                                   | Liu Li 劉利 Govnr. de Cangwu Comm. 苍梧太守                       | Liu Li 劉利 Govnr. de Cangwu Comm. 苍梧太守                       | Liu Li 劉利 Govnr. de Cangwu Comm. 苍梧太守                       | Liu Li 劉利 Govnr. de Cangwu Comm. 苍梧太守                       | Liu Li 劉利 Govnr. de Cangwu Comm. 苍梧太守                 | Liu Li 劉利 Govnr. de Cangwu Comm. 苍梧太守                 |                                                               |                                                               | Liu Hui 劉回 Superint. de Julu 巨鹿都尉                        | Liu Hui 劉回 Superint. de Julu 巨鹿都尉                        | Liu Hui 劉回 Superint. de Julu 巨鹿都尉                        | Liu Hui 劉回 Superint. de Julu 巨鹿都尉                        | Liu Hui 劉回 Superint. de Julu 巨鹿都尉                        | Liu Hui 劉回 Superint. de Julu 巨鹿都尉                        |                                                            |                                                            | Wang Jin 王禁                                              | Wang Jin 王禁                                              | Wang Jin 王禁                                              | Wang Jin 王禁                                              | Wang Jin 王禁                               | Wang Jin 王禁                               |                                                                         |                                                                         |                                                                         |                                                                         |                                                                         |                                                                         |                                                     |                                                     |                                                                   |                                                                   | Liu Xun 劉詢 91–49 av. J.-C. Xuandi 宣帝 74–49 av. J.-C.          | Liu Xun 劉詢 91–49 av. J.-C. Xuandi 宣帝 74–49 av. J.-C.          | Liu Xun 劉詢 91–49 av. J.-C. Xuandi 宣帝 74–49 av. J.-C.          | Liu Xun 劉詢 91–49 av. J.-C. Xuandi 宣帝 74–49 av. J.-C.          | Liu Xun 劉詢 91–49 av. J.-C. Xuandi 宣帝 74–49 av. J.-C.     | Liu Xun 劉詢 91–49 av. J.-C. Xuandi 宣帝 74–49 av. J.-C.     |                                                              |                                                              |                                                                              |                                                                              |                                                                              |                                                                              |                                                                              |                                                                              |                                                 |                                                 |                                                        |                                                        |                                                        |                                                        |                                                             |                                                             |                                                              |                                                              |                                                              |                                                              |                                                              |                                                              |                                                                 |                                                                 |                                                                 |                                                                 |                                                                 |                                                                 |                                                                |                                                                |                                                                |                                                                |                                                        |                                                        |                                                               |                                                               |                                                               |                                                               |                                                               |                                                               |                                                          |                                                          |                                  |                                  |                                  |                                  |  |  |                                                            |                                                            |                                                            |                                                            |                                                            |                                                            |  |  |  |  |  |  |  |  |  |  |  |  |  |  |  |  |  |  |
| Liu Wu 劉武 Prince Hui de Chengyang 城阳惠王       | Liu Wu 劉武 Prince Hui de Chengyang 城阳惠王       | Liu Wu 劉武 Prince Hui de Chengyang 城阳惠王       | Liu Wu 劉武 Prince Hui de Chengyang 城阳惠王       | Liu Wu 劉武 Prince Hui de Chengyang 城阳惠王       | Liu Wu 劉武 Prince Hui de Chengyang 城阳惠王       |                                                                   |                                                                   | Liu Li 劉利 Govnr. de Cangwu Comm. 苍梧太守                       | Liu Li 劉利 Govnr. de Cangwu Comm. 苍梧太守                       | Liu Li 劉利 Govnr. de Cangwu Comm. 苍梧太守                       | Liu Li 劉利 Govnr. de Cangwu Comm. 苍梧太守                       | Liu Li 劉利 Govnr. de Cangwu Comm. 苍梧太守                 | Liu Li 劉利 Govnr. de Cangwu Comm. 苍梧太守                 |                                                               |                                                               | Liu Hui 劉回 Superint. de Julu 巨鹿都尉                        | Liu Hui 劉回 Superint. de Julu 巨鹿都尉                        | Liu Hui 劉回 Superint. de Julu 巨鹿都尉                        | Liu Hui 劉回 Superint. de Julu 巨鹿都尉                        | Liu Hui 劉回 Superint. de Julu 巨鹿都尉                        | Liu Hui 劉回 Superint. de Julu 巨鹿都尉                        |                                                            |                                                            | Wang Jin 王禁                                              | Wang Jin 王禁                                              | Wang Jin 王禁                                              | Wang Jin 王禁                                              | Wang Jin 王禁                               | Wang Jin 王禁                               |                                                                         |                                                                         |                                                                         |                                                                         |                                                                         |                                                                         |                                                     |                                                     |                                                                   |                                                                   | Liu Xun 劉詢 91–49 av. J.-C. Xuandi 宣帝 74–49 av. J.-C.          | Liu Xun 劉詢 91–49 av. J.-C. Xuandi 宣帝 74–49 av. J.-C.          | Liu Xun 劉詢 91–49 av. J.-C. Xuandi 宣帝 74–49 av. J.-C.          | Liu Xun 劉詢 91–49 av. J.-C. Xuandi 宣帝 74–49 av. J.-C.          | Liu Xun 劉詢 91–49 av. J.-C. Xuandi 宣帝 74–49 av. J.-C.     | Liu Xun 劉詢 91–49 av. J.-C. Xuandi 宣帝 74–49 av. J.-C.     |                                                              |                                                              |                                                                              |                                                                              |                                                                              |                                                                              |                                                                              |                                                                              |                                                 |                                                 |                                                        |                                                        |                                                        |                                                        |                                                             |                                                             |                                                              |                                                              |                                                              |                                                              |                                                              |                                                              |                                                                 |                                                                 |                                                                 |                                                                 |                                                                 |                                                                 |                                                                |                                                                |                                                                |                                                                |                                                        |                                                        |                                                               |                                                               |                                                               |                                                               |                                                               |                                                               |                                                          |                                                          |                                  |                                  |                                  |                                  |  |  |                                                            |                                                            |                                                            |                                                            |                                                            |                                                            |  |  |  |  |  |  |  |  |  |  |  |  |  |  |  |  |  |  |
|                                                    |                                                    |                                                    |                                                    |                                                    |                                                    |                                                                   |                                                                   |                                                                   |                                                                   |                                                                   |                                                                   |                                                             |                                                             |                                                               |                                                               |                                                                |                                                                |                                                                |                                                                |                                                                |                                                                |                                                            |                                                            |                                                            |                                                            |                                                            |                                                            |                                             |                                             |                                                                         |                                                                         |                                                                         |                                                                         |                                                                         |                                                                         |                                                     |                                                     |                                                                   |                                                                   |                                                                   |                                                                   |                                                                   |                                                                   |                                                              |                                                              |                                                              |                                                              |                                                                              |                                                                              |                                                                              |                                                                              |                                                                              |                                                                              |                                                 |                                                 |                                                        |                                                        |                                                        |                                                        |                                                             |                                                             |                                                              |                                                              |                                                              |                                                              |                                                              |                                                              |                                                                 |                                                                 |                                                                 |                                                                 |                                                                 |                                                                 |                                                                |                                                                |                                                                |                                                                |                                                        |                                                        |                                                               |                                                               |                                                               |                                                               |                                                               |                                                               |                                                          |                                                          |                                  |                                  |                                  |                                  |  |  |                                                            |                                                            |                                                            |                                                            |                                                            |                                                            |  |  |  |  |  |  |  |  |  |  |  |  |  |  |  |  |  |  |
|                                                    |                                                    |                                                    |                                                    |                                                    |                                                    |                                                                   |                                                                   |                                                                   |                                                                   |                                                                   |                                                                   |                                                             |                                                             |                                                               |                                                               |                                                                |                                                                |                                                                |                                                                |                                                                |                                                                |                                                            |                                                            |                                                            |                                                            |                                                            |                                                            |                                             |                                             |                                                                         |                                                                         |                                                                         |                                                                         |                                                                         |                                                                         |                                                     |                                                     |                                                                   |                                                                   | 1                                                                 | 1                                                                 | 1                                                                 | 1                                                                 | 1                                                            | 1                                                            |                                                              |                                                              |                                                                              |                                                                              |                                                                              |                                                                              |                                                                              |                                                                              |                                                 |                                                 | 3                                                      | 3                                                      | 3                                                      | 3                                                      | 3                                                           | 3                                                           |                                                              |                                                              |                                                              |                                                              |                                                              |                                                              |                                                                 |                                                                 |                                                                 |                                                                 |                                                                 |                                                                 |                                                                |                                                                |                                                                |                                                                |                                                        |                                                        |                                                               |                                                               |                                                               |                                                               |                                                               |                                                               |                                                          |                                                          |                                  |                                  |                                  |                                  |  |  |                                                            |                                                            |                                                            |                                                            |                                                            |                                                            |  |  |  |  |  |  |  |  |  |  |  |  |  |  |  |  |  |  |
| Liu Shun 劉顺 Prince Huang de Chengyang 城阳荒王   | Liu Shun 劉顺 Prince Huang de Chengyang 城阳荒王   | Liu Shun 劉顺 Prince Huang de Chengyang 城阳荒王   | Liu Shun 劉顺 Prince Huang de Chengyang 城阳荒王   | Liu Shun 劉顺 Prince Huang de Chengyang 城阳荒王   | Liu Shun 劉顺 Prince Huang de Chengyang 城阳荒王   |                                                                   |                                                                   | Liu Zizhang 劉子張                                                | Liu Zizhang 劉子張                                                | Liu Zizhang 劉子張                                                | Liu Zizhang 劉子張                                                | Liu Zizhang 劉子張                                          | Liu Zizhang 劉子張                                          |                                                               |                                                               | Liu Qin 劉欽 m. 3 ap. J.-C. Magistr. du comté de Nandun 南顿令 | Liu Qin 劉欽 m. 3 ap. J.-C. Magistr. du comté de Nandun 南顿令 | Liu Qin 劉欽 m. 3 ap. J.-C. Magistr. du comté de Nandun 南顿令 | Liu Qin 劉欽 m. 3 ap. J.-C. Magistr. du comté de Nandun 南顿令 | Liu Qin 劉欽 m. 3 ap. J.-C. Magistr. du comté de Nandun 南顿令 | Liu Qin 劉欽 m. 3 ap. J.-C. Magistr. du comté de Nandun 南顿令 |                                                            |                                                            | Wang Man 王曼                                              | Wang Man 王曼                                              | Wang Man 王曼                                              | Wang Man 王曼                                              | Wang Man 王曼                               | Wang Man 王曼                               |                                                                         |                                                                         | Wang Zhengjun 王政君 71 av. J.-C.–13 ap. J.-C.                          | Wang Zhengjun 王政君 71 av. J.-C.–13 ap. J.-C.                          | Wang Zhengjun 王政君 71 av. J.-C.–13 ap. J.-C.                          | Wang Zhengjun 王政君 71 av. J.-C.–13 ap. J.-C.                          | Wang Zhengjun 王政君 71 av. J.-C.–13 ap. J.-C.      | Wang Zhengjun 王政君 71 av. J.-C.–13 ap. J.-C.      |                                                                   |                                                                   | 1                                                                 | 1                                                                 | 1                                                                 | 1                                                                 | 1                                                            | 1                                                            | Liu Shi 劉奭 75–33 av. J.-C. Yuandi 元帝 49–33 av. J.-C.     | Liu Shi 劉奭 75–33 av. J.-C. Yuandi 元帝 49–33 av. J.-C.     | Liu Shi 劉奭 75–33 av. J.-C. Yuandi 元帝 49–33 av. J.-C.                     | Liu Shi 劉奭 75–33 av. J.-C. Yuandi 元帝 49–33 av. J.-C.                     | Liu Shi 劉奭 75–33 av. J.-C. Yuandi 元帝 49–33 av. J.-C.                     | Liu Shi 劉奭 75–33 av. J.-C. Yuandi 元帝 49–33 av. J.-C.                     |                                                                              |                                                                              |                                                 |                                                 | 3                                                      | 3                                                      | 3                                                      | 3                                                      | 3                                                           | 3                                                           |                                                              |                                                              |                                                              |                                                              |                                                              |                                                              | Liu Xiao 劉囂 m. 25 av. J.-C. Prince Xiao de Chu 楚孝王         | Liu Xiao 劉囂 m. 25 av. J.-C. Prince Xiao de Chu 楚孝王         | Liu Xiao 劉囂 m. 25 av. J.-C. Prince Xiao de Chu 楚孝王         | Liu Xiao 劉囂 m. 25 av. J.-C. Prince Xiao de Chu 楚孝王         | Liu Xiao 劉囂 m. 25 av. J.-C. Prince Xiao de Chu 楚孝王         | Liu Xiao 劉囂 m. 25 av. J.-C. Prince Xiao de Chu 楚孝王         |                                                                |                                                                |                                                                |                                                                |                                                        |                                                        |                                                               |                                                               |                                                               |                                                               |                                                               |                                                               |                                                          |                                                          |                                  |                                  |                                  |                                  |  |  |                                                            |                                                            |                                                            |                                                            |                                                            |                                                            |  |  |  |  |  |  |  |  |  |  |  |  |  |  |  |  |  |  |
| Liu Shun 劉顺 Prince Huang de Chengyang 城阳荒王   | Liu Shun 劉顺 Prince Huang de Chengyang 城阳荒王   | Liu Shun 劉顺 Prince Huang de Chengyang 城阳荒王   | Liu Shun 劉顺 Prince Huang de Chengyang 城阳荒王   | Liu Shun 劉顺 Prince Huang de Chengyang 城阳荒王   | Liu Shun 劉顺 Prince Huang de Chengyang 城阳荒王   |                                                                   |                                                                   | Liu Zizhang 劉子張                                                | Liu Zizhang 劉子張                                                | Liu Zizhang 劉子張                                                | Liu Zizhang 劉子張                                                | Liu Zizhang 劉子張                                          | Liu Zizhang 劉子張                                          |                                                               |                                                               | Liu Qin 劉欽 m. 3 ap. J.-C. Magistr. du comté de Nandun 南顿令 | Liu Qin 劉欽 m. 3 ap. J.-C. Magistr. du comté de Nandun 南顿令 | Liu Qin 劉欽 m. 3 ap. J.-C. Magistr. du comté de Nandun 南顿令 | Liu Qin 劉欽 m. 3 ap. J.-C. Magistr. du comté de Nandun 南顿令 | Liu Qin 劉欽 m. 3 ap. J.-C. Magistr. du comté de Nandun 南顿令 | Liu Qin 劉欽 m. 3 ap. J.-C. Magistr. du comté de Nandun 南顿令 |                                                            |                                                            | Wang Man 王曼                                              | Wang Man 王曼                                              | Wang Man 王曼                                              | Wang Man 王曼                                              | Wang Man 王曼                               | Wang Man 王曼                               |                                                                         |                                                                         | Wang Zhengjun 王政君 71 av. J.-C.–13 ap. J.-C.                          | Wang Zhengjun 王政君 71 av. J.-C.–13 ap. J.-C.                          | Wang Zhengjun 王政君 71 av. J.-C.–13 ap. J.-C.                          | Wang Zhengjun 王政君 71 av. J.-C.–13 ap. J.-C.                          | Wang Zhengjun 王政君 71 av. J.-C.–13 ap. J.-C.      | Wang Zhengjun 王政君 71 av. J.-C.–13 ap. J.-C.      |                                                                   |                                                                   |                                                                   |                                                                   |                                                                   |                                                                   |                                                              |                                                              | Liu Shi 劉奭 75–33 av. J.-C. Yuandi 元帝 49–33 av. J.-C.     | Liu Shi 劉奭 75–33 av. J.-C. Yuandi 元帝 49–33 av. J.-C.     | Liu Shi 劉奭 75–33 av. J.-C. Yuandi 元帝 49–33 av. J.-C.                     | Liu Shi 劉奭 75–33 av. J.-C. Yuandi 元帝 49–33 av. J.-C.                     | Liu Shi 劉奭 75–33 av. J.-C. Yuandi 元帝 49–33 av. J.-C.                     | Liu Shi 劉奭 75–33 av. J.-C. Yuandi 元帝 49–33 av. J.-C.                     |                                                                              |                                                                              |                                                 |                                                 |                                                        |                                                        |                                                        |                                                        |                                                             |                                                             |                                                              |                                                              |                                                              |                                                              |                                                              |                                                              | Liu Xiao 劉囂 m. 25 av. J.-C. Prince Xiao de Chu 楚孝王         | Liu Xiao 劉囂 m. 25 av. J.-C. Prince Xiao de Chu 楚孝王         | Liu Xiao 劉囂 m. 25 av. J.-C. Prince Xiao de Chu 楚孝王         | Liu Xiao 劉囂 m. 25 av. J.-C. Prince Xiao de Chu 楚孝王         | Liu Xiao 劉囂 m. 25 av. J.-C. Prince Xiao de Chu 楚孝王         | Liu Xiao 劉囂 m. 25 av. J.-C. Prince Xiao de Chu 楚孝王         |                                                                |                                                                |                                                                |                                                                |                                                        |                                                        |                                                               |                                                               |                                                               |                                                               |                                                               |                                                               |                                                          |                                                          |                                  |                                  |                                  |                                  |  |  |                                                            |                                                            |                                                            |                                                            |                                                            |                                                            |  |  |  |  |  |  |  |  |  |  |  |  |  |  |  |  |  |  |
|                                                    |                                                    |                                                    |                                                    |                                                    |                                                    |                                                                   |                                                                   |                                                                   |                                                                   |                                                                   |                                                                   |                                                             |                                                             |                                                               |                                                               |                                                                |                                                                |                                                                |                                                                |                                                                |                                                                |                                                            |                                                            |                                                            |                                                            |                                                            |                                                            |                                             |                                             |                                                                         |                                                                         |                                                                         |                                                                         |                                                                         |                                                                         |                                                     |                                                     |                                                                   |                                                                   |                                                                   |                                                                   |                                                                   |                                                                   |                                                              |                                                              |                                                              |                                                              |                                                                              |                                                                              |                                                                              |                                                                              |                                                                              |                                                                              |                                                 |                                                 |                                                        |                                                        |                                                        |                                                        |                                                             |                                                             |                                                              |                                                              |                                                              |                                                              |                                                              |                                                              |                                                                 |                                                                 |                                                                 |                                                                 |                                                                 |                                                                 |                                                                |                                                                |                                                                |                                                                |                                                        |                                                        |                                                               |                                                               |                                                               |                                                               |                                                               |                                                               |                                                          |                                                          |                                  |                                  |                                  |                                  |  |  |                                                            |                                                            |                                                            |                                                            |                                                            |                                                            |  |  |  |  |  |  |  |  |  |  |  |  |  |  |  |  |  |  |
|                                                    |                                                    |                                                    |                                                    |                                                    |                                                    |                                                                   |                                                                   |                                                                   |                                                                   |                                                                   |                                                                   |                                                             |                                                             |                                                               |                                                               |                                                                |                                                                |                                                                |                                                                |                                                                |                                                                |                                                            |                                                            |                                                            |                                                            |                                                            |                                                            |                                             |                                             |                                                                         |                                                                         |                                                                         |                                                                         |                                                                         |                                                                         |                                                     |                                                     |                                                                   |                                                                   |                                                                   |                                                                   |                                                                   |                                                                   |                                                              |                                                              |                                                              |                                                              |                                                                              |                                                                              |                                                                              |                                                                              |                                                                              |                                                                              |                                                 |                                                 |                                                        |                                                        |                                                        |                                                        |                                                             |                                                             |                                                              |                                                              |                                                              |                                                              |                                                              |                                                              |                                                                 |                                                                 |                                                                 |                                                                 |                                                                 |                                                                 |                                                                |                                                                |                                                                |                                                                |                                                        |                                                        |                                                               |                                                               |                                                               |                                                               |                                                               |                                                               |                                                          |                                                          |                                  |                                  |                                  |                                  |  |  |                                                            |                                                            |                                                            |                                                            |                                                            |                                                            |  |  |  |  |  |  |  |  |  |  |  |  |  |  |  |  |  |  |
|                                                    |                                                    |                                                    |                                                    |                                                    |                                                    |                                                                   |                                                                   | RESTAURATION HAN OCCIDENTAUX                                      | RESTAURATION HAN OCCIDENTAUX                                      | RESTAURATION HAN OCCIDENTAUX                                      | RESTAURATION HAN OCCIDENTAUX                                      | RESTAURATION HAN OCCIDENTAUX                                | RESTAURATION HAN OCCIDENTAUX                                |                                                               |                                                               | HAN ORIENTAUX                                                  | HAN ORIENTAUX                                                  | HAN ORIENTAUX                                                  | HAN ORIENTAUX                                                  | HAN ORIENTAUX                                                  | HAN ORIENTAUX                                                  |                                                            |                                                            | DYNASTIE XIN                                               | DYNASTIE XIN                                               | DYNASTIE XIN                                               | DYNASTIE XIN                                               | DYNASTIE XIN                                | DYNASTIE XIN                                |                                                                         |                                                                         | 1                                                                       | 1                                                                       | 1                                                                       | 1                                                                       | 1                                                   | 1                                                   |                                                                   |                                                                   | 2                                                                 | 2                                                                 | 2                                                                 | 2                                                                 | 2                                                            | 2                                                            |                                                              |                                                              | 3                                                                            | 3                                                                            | 3                                                                            | 3                                                                            | 3                                                                            | 3                                                                            |                                                 |                                                 |                                                        |                                                        |                                                        |                                                        |                                                             |                                                             |                                                              |                                                              |                                                              |                                                              |                                                              |                                                              |                                                                 |                                                                 |                                                                 |                                                                 |                                                                 |                                                                 |                                                                |                                                                |                                                                |                                                                |                                                        |                                                        |                                                               |                                                               |                                                               |                                                               |                                                               |                                                               |                                                          |                                                          |                                  |                                  |                                  |                                  |  |  |                                                            |                                                            |                                                            |                                                            |                                                            |                                                            |  |  |  |  |  |  |  |  |  |  |  |  |  |  |  |  |  |  |
| Liu Xian 劉宪 Marquess de Shi 式侯                 | Liu Xian 劉宪 Marquess de Shi 式侯                 | Liu Xian 劉宪 Marquess de Shi 式侯                 | Liu Xian 劉宪 Marquess de Shi 式侯                 | Liu Xian 劉宪 Marquess de Shi 式侯                 | Liu Xian 劉宪 Marquess de Shi 式侯                 |                                                                   |                                                                   | RESTAURATION HAN OCCIDENTAUX                                      | RESTAURATION HAN OCCIDENTAUX                                      | RESTAURATION HAN OCCIDENTAUX                                      | RESTAURATION HAN OCCIDENTAUX                                      | RESTAURATION HAN OCCIDENTAUX                                | RESTAURATION HAN OCCIDENTAUX                                | Liu Xuan 劉玄 m. 25 ap. J.-C. Geng Shidi 更始 23–25 ap. J.-C. | Liu Xuan 劉玄 m. 25 ap. J.-C. Geng Shidi 更始 23–25 ap. J.-C. | Liu Xuan 劉玄 m. 25 ap. J.-C. Geng Shidi 更始 23–25 ap. J.-C.  | Liu Xuan 劉玄 m. 25 ap. J.-C. Geng Shidi 更始 23–25 ap. J.-C.  | Liu Xuan 劉玄 m. 25 ap. J.-C. Geng Shidi 更始 23–25 ap. J.-C.  | Liu Xuan 劉玄 m. 25 ap. J.-C. Geng Shidi 更始 23–25 ap. J.-C.  | HAN ORIENTAUX                                                  | HAN ORIENTAUX                                                  |                                                            |                                                            | DYNASTIE XIN                                               | DYNASTIE XIN                                               | DYNASTIE XIN                                               | DYNASTIE XIN                                               | DYNASTIE XIN                                | DYNASTIE XIN                                | Liu Xiu 劉秀 5 av. J.-C. – 57 ap. J.-C. Guang Wudi 光武 25–57 ap. J.-C. | Liu Xiu 劉秀 5 av. J.-C. – 57 ap. J.-C. Guang Wudi 光武 25–57 ap. J.-C. | Liu Xiu 劉秀 5 av. J.-C. – 57 ap. J.-C. Guang Wudi 光武 25–57 ap. J.-C. | Liu Xiu 劉秀 5 av. J.-C. – 57 ap. J.-C. Guang Wudi 光武 25–57 ap. J.-C. | Liu Xiu 劉秀 5 av. J.-C. – 57 ap. J.-C. Guang Wudi 光武 25–57 ap. J.-C. | Liu Xiu 劉秀 5 av. J.-C. – 57 ap. J.-C. Guang Wudi 光武 25–57 ap. J.-C. | 1                                                   | 1                                                   |                                                                   |                                                                   | 2                                                                 | 2                                                                 | 2                                                                 | 2                                                                 | 2                                                            | 2                                                            | 45 av. J.-C.–23 ap. J.-C. Wang Mang 王莽 9–23 ap. J.-C.      | 45 av. J.-C.–23 ap. J.-C. Wang Mang 王莽 9–23 ap. J.-C.      | 45 av. J.-C.–23 ap. J.-C. Wang Mang 王莽 9–23 ap. J.-C.                      | 45 av. J.-C.–23 ap. J.-C. Wang Mang 王莽 9–23 ap. J.-C.                      | 45 av. J.-C.–23 ap. J.-C. Wang Mang 王莽 9–23 ap. J.-C.                      | 45 av. J.-C.–23 ap. J.-C. Wang Mang 王莽 9–23 ap. J.-C.                      | 3                                                                            | 3                                                                            |                                                 |                                                 | Liu Ao 劉驁 51–7 av. J.-C. Chengdi 成帝 33–7 av. J.-C. | Liu Ao 劉驁 51–7 av. J.-C. Chengdi 成帝 33–7 av. J.-C. | Liu Ao 劉驁 51–7 av. J.-C. Chengdi 成帝 33–7 av. J.-C. | Liu Ao 劉驁 51–7 av. J.-C. Chengdi 成帝 33–7 av. J.-C. | Liu Ao 劉驁 51–7 av. J.-C. Chengdi 成帝 33–7 av. J.-C.      | Liu Ao 劉驁 51–7 av. J.-C. Chengdi 成帝 33–7 av. J.-C.      |                                                              |                                                              | Liu Kang 劉康 m. 23 av. J.-C. Gongdi 恭帝                    | Liu Kang 劉康 m. 23 av. J.-C. Gongdi 恭帝                    | Liu Kang 劉康 m. 23 av. J.-C. Gongdi 恭帝                    | Liu Kang 劉康 m. 23 av. J.-C. Gongdi 恭帝                    | Liu Kang 劉康 m. 23 av. J.-C. Gongdi 恭帝                       | Liu Kang 劉康 m. 23 av. J.-C. Gongdi 恭帝                       |                                                                 |                                                                 | Liu Xing 劉興 m. 8 av. J.-C. Prince Xiao de Zhongshan 中山孝王  | Liu Xing 劉興 m. 8 av. J.-C. Prince Xiao de Zhongshan 中山孝王  | Liu Xing 劉興 m. 8 av. J.-C. Prince Xiao de Zhongshan 中山孝王 | Liu Xing 劉興 m. 8 av. J.-C. Prince Xiao de Zhongshan 中山孝王 | Liu Xing 劉興 m. 8 av. J.-C. Prince Xiao de Zhongshan 中山孝王 | Liu Xing 劉興 m. 8 av. J.-C. Prince Xiao de Zhongshan 中山孝王 |                                                        |                                                        | Liu Xun 劉勳 Marquis Yang de Guangqi 广戚炀侯                 | Liu Xun 劉勳 Marquis Yang de Guangqi 广戚炀侯                 | Liu Xun 劉勳 Marquis Yang de Guangqi 广戚炀侯                 | Liu Xun 劉勳 Marquis Yang de Guangqi 广戚炀侯                 | Liu Xun 劉勳 Marquis Yang de Guangqi 广戚炀侯                 | Liu Xun 劉勳 Marquis Yang de Guangqi 广戚炀侯                 |                                                          |                                                          |                                  |                                  |                                  |                                  |  |  |                                                            |                                                            |                                                            |                                                            |                                                            |                                                            |  |  |  |  |  |  |  |  |  |  |  |  |  |  |  |  |  |  |
| Liu Xian 劉宪 Marquess de Shi 式侯                 | Liu Xian 劉宪 Marquess de Shi 式侯                 | Liu Xian 劉宪 Marquess de Shi 式侯                 | Liu Xian 劉宪 Marquess de Shi 式侯                 | Liu Xian 劉宪 Marquess de Shi 式侯                 | Liu Xian 劉宪 Marquess de Shi 式侯                 |                                                                   |                                                                   |                                                                   |                                                                   |                                                                   |                                                                   |                                                             |                                                             | Liu Xuan 劉玄 m. 25 ap. J.-C. Geng Shidi 更始 23–25 ap. J.-C. | Liu Xuan 劉玄 m. 25 ap. J.-C. Geng Shidi 更始 23–25 ap. J.-C. | Liu Xuan 劉玄 m. 25 ap. J.-C. Geng Shidi 更始 23–25 ap. J.-C.  | Liu Xuan 劉玄 m. 25 ap. J.-C. Geng Shidi 更始 23–25 ap. J.-C.  | Liu Xuan 劉玄 m. 25 ap. J.-C. Geng Shidi 更始 23–25 ap. J.-C.  | Liu Xuan 劉玄 m. 25 ap. J.-C. Geng Shidi 更始 23–25 ap. J.-C.  |                                                                |                                                                |                                                            |                                                            |                                                            |                                                            |                                                            |                                                            |                                             |                                             | Liu Xiu 劉秀 5 av. J.-C. – 57 ap. J.-C. Guang Wudi 光武 25–57 ap. J.-C. | Liu Xiu 劉秀 5 av. J.-C. – 57 ap. J.-C. Guang Wudi 光武 25–57 ap. J.-C. | Liu Xiu 劉秀 5 av. J.-C. – 57 ap. J.-C. Guang Wudi 光武 25–57 ap. J.-C. | Liu Xiu 劉秀 5 av. J.-C. – 57 ap. J.-C. Guang Wudi 光武 25–57 ap. J.-C. | Liu Xiu 劉秀 5 av. J.-C. – 57 ap. J.-C. Guang Wudi 光武 25–57 ap. J.-C. | Liu Xiu 劉秀 5 av. J.-C. – 57 ap. J.-C. Guang Wudi 光武 25–57 ap. J.-C. |                                                     |                                                     |                                                                   |                                                                   |                                                                   |                                                                   |                                                                   |                                                                   |                                                              |                                                              | 45 av. J.-C.–23 ap. J.-C. Wang Mang 王莽 9–23 ap. J.-C.      | 45 av. J.-C.–23 ap. J.-C. Wang Mang 王莽 9–23 ap. J.-C.      | 45 av. J.-C.–23 ap. J.-C. Wang Mang 王莽 9–23 ap. J.-C.                      | 45 av. J.-C.–23 ap. J.-C. Wang Mang 王莽 9–23 ap. J.-C.                      | 45 av. J.-C.–23 ap. J.-C. Wang Mang 王莽 9–23 ap. J.-C.                      | 45 av. J.-C.–23 ap. J.-C. Wang Mang 王莽 9–23 ap. J.-C.                      |                                                                              |                                                                              |                                                 |                                                 | Liu Ao 劉驁 51–7 av. J.-C. Chengdi 成帝 33–7 av. J.-C. | Liu Ao 劉驁 51–7 av. J.-C. Chengdi 成帝 33–7 av. J.-C. | Liu Ao 劉驁 51–7 av. J.-C. Chengdi 成帝 33–7 av. J.-C. | Liu Ao 劉驁 51–7 av. J.-C. Chengdi 成帝 33–7 av. J.-C. | Liu Ao 劉驁 51–7 av. J.-C. Chengdi 成帝 33–7 av. J.-C.      | Liu Ao 劉驁 51–7 av. J.-C. Chengdi 成帝 33–7 av. J.-C.      |                                                              |                                                              | Liu Kang 劉康 m. 23 av. J.-C. Gongdi 恭帝                    | Liu Kang 劉康 m. 23 av. J.-C. Gongdi 恭帝                    | Liu Kang 劉康 m. 23 av. J.-C. Gongdi 恭帝                    | Liu Kang 劉康 m. 23 av. J.-C. Gongdi 恭帝                    | Liu Kang 劉康 m. 23 av. J.-C. Gongdi 恭帝                       | Liu Kang 劉康 m. 23 av. J.-C. Gongdi 恭帝                       |                                                                 |                                                                 | Liu Xing 劉興 m. 8 av. J.-C. Prince Xiao de Zhongshan 中山孝王  | Liu Xing 劉興 m. 8 av. J.-C. Prince Xiao de Zhongshan 中山孝王  | Liu Xing 劉興 m. 8 av. J.-C. Prince Xiao de Zhongshan 中山孝王 | Liu Xing 劉興 m. 8 av. J.-C. Prince Xiao de Zhongshan 中山孝王 | Liu Xing 劉興 m. 8 av. J.-C. Prince Xiao de Zhongshan 中山孝王 | Liu Xing 劉興 m. 8 av. J.-C. Prince Xiao de Zhongshan 中山孝王 |                                                        |                                                        | Liu Xun 劉勳 Marquis Yang de Guangqi 广戚炀侯                 | Liu Xun 劉勳 Marquis Yang de Guangqi 广戚炀侯                 | Liu Xun 劉勳 Marquis Yang de Guangqi 广戚炀侯                 | Liu Xun 劉勳 Marquis Yang de Guangqi 广戚炀侯                 | Liu Xun 劉勳 Marquis Yang de Guangqi 广戚炀侯                 | Liu Xun 劉勳 Marquis Yang de Guangqi 广戚炀侯                 |                                                          |                                                          |                                  |                                  |                                  |                                  |  |  |                                                            |                                                            |                                                            |                                                            |                                                            |                                                            |  |  |  |  |  |  |  |  |  |  |  |  |  |  |  |  |  |  |
|                                                    |                                                    |                                                    |                                                    |                                                    |                                                    |                                                                   |                                                                   |                                                                   |                                                                   |                                                                   |                                                                   |                                                             |                                                             |                                                               |                                                               |                                                                |                                                                |                                                                |                                                                |                                                                |                                                                |                                                            |                                                            |                                                            |                                                            |                                                            |                                                            |                                             |                                             |                                                                         |                                                                         |                                                                         |                                                                         |                                                                         |                                                                         |                                                     |                                                     |                                                                   |                                                                   |                                                                   |                                                                   |                                                                   |                                                                   |                                                              |                                                              |                                                              |                                                              |                                                                              |                                                                              |                                                                              |                                                                              |                                                                              |                                                                              |                                                 |                                                 |                                                        |                                                        |                                                        |                                                        |                                                             |                                                             |                                                              |                                                              |                                                              |                                                              |                                                              |                                                              |                                                                 |                                                                 |                                                                 |                                                                 |                                                                 |                                                                 |                                                                |                                                                |                                                                |                                                                |                                                        |                                                        |                                                               |                                                               |                                                               |                                                               |                                                               |                                                               |                                                          |                                                          |                                  |                                  |                                  |                                  |  |  |                                                            |                                                            |                                                            |                                                            |                                                            |                                                            |  |  |  |  |  |  |  |  |  |  |  |  |  |  |  |  |  |  |
|                                                    |                                                    |                                                    |                                                    |                                                    |                                                    |                                                                   |                                                                   | 4                                                                 | 4                                                                 | 4                                                                 | 4                                                                 | 4                                                           | 4                                                           |                                                               |                                                               | 7                                                              | 7                                                              | 7                                                              | 7                                                              | 7                                                              | 7                                                              |                                                            |                                                            |                                                            |                                                            |                                                            |                                                            |                                             |                                             |                                                                         |                                                                         |                                                                         |                                                                         |                                                                         |                                                                         |                                                     |                                                     |                                                                   |                                                                   |                                                                   |                                                                   |                                                                   |                                                                   |                                                              |                                                              |                                                              |                                                              |                                                                              |                                                                              |                                                                              |                                                                              |                                                                              |                                                                              |                                                 |                                                 |                                                        |                                                        |                                                        |                                                        |                                                             |                                                             |                                                              |                                                              |                                                              |                                                              |                                                              |                                                              |                                                                 |                                                                 |                                                                 |                                                                 |                                                                 |                                                                 |                                                                |                                                                |                                                                |                                                                |                                                        |                                                        |                                                               |                                                               |                                                               |                                                               |                                                               |                                                               |                                                          |                                                          |                                  |                                  |                                  |                                  |  |  |                                                            |                                                            |                                                            |                                                            |                                                            |                                                            |  |  |  |  |  |  |  |  |  |  |  |  |  |  |  |  |  |  |
|                                                    |                                                    |                                                    |                                                    |                                                    |                                                    |                                                                   |                                                                   | 4                                                                 | 4                                                                 | 4                                                                 | 4                                                                 | 4                                                           | 4                                                           |                                                               |                                                               | 7                                                              | 7                                                              | 7                                                              | 7                                                              | 7                                                              | 7                                                              |                                                            |                                                            |                                                            |                                                            |                                                            |                                                            |                                             |                                             |                                                                         |                                                                         |                                                                         |                                                                         |                                                                         |                                                                         |                                                     |                                                     |                                                                   |                                                                   |                                                                   |                                                                   |                                                                   |                                                                   |                                                              |                                                              |                                                              |                                                              |                                                                              |                                                                              |                                                                              |                                                                              |                                                                              |                                                                              |                                                 |                                                 |                                                        |                                                        |                                                        |                                                        |                                                             |                                                             |                                                              |                                                              |                                                              |                                                              |                                                              |                                                              |                                                                 |                                                                 |                                                                 |                                                                 |                                                                 |                                                                 |                                                                |                                                                |                                                                |                                                                |                                                        |                                                        |                                                               |                                                               |                                                               |                                                               |                                                               |                                                               |                                                          |                                                          |                                  |                                  |                                  |                                  |  |  |                                                            |                                                            |                                                            |                                                            |                                                            |                                                            |  |  |  |  |  |  |  |  |  |  |  |  |  |  |  |  |  |  |
| Liu Meng 劉萌 Marquis de Shi 式侯                  | Liu Meng 劉萌 Marquis de Shi 式侯                  | Liu Meng 劉萌 Marquis de Shi 式侯                  | Liu Meng 劉萌 Marquis de Shi 式侯                  | Liu Meng 劉萌 Marquis de Shi 式侯                  | Liu Meng 劉萌 Marquis de Shi 式侯                  |                                                                   |                                                                   | Liu Zhuang 劉莊 28–75 ap. J.-C. Mingdi 明帝 57–75 ap. J.-C.       | Liu Zhuang 劉莊 28–75 ap. J.-C. Mingdi 明帝 57–75 ap. J.-C.       | Liu Zhuang 劉莊 28–75 ap. J.-C. Mingdi 明帝 57–75 ap. J.-C.       | Liu Zhuang 劉莊 28–75 ap. J.-C. Mingdi 明帝 57–75 ap. J.-C.       | Liu Zhuang 劉莊 28–75 ap. J.-C. Mingdi 明帝 57–75 ap. J.-C. | Liu Zhuang 劉莊 28–75 ap. J.-C. Mingdi 明帝 57–75 ap. J.-C. |                                                               |                                                               | Liu Ying 劉英 m. 71 Prince de Chu                              | Liu Ying 劉英 m. 71 Prince de Chu                              | Liu Ying 劉英 m. 71 Prince de Chu                              | Liu Ying 劉英 m. 71 Prince de Chu                              | Liu Ying 劉英 m. 71 Prince de Chu                              | Liu Ying 劉英 m. 71 Prince de Chu                              |                                                            |                                                            |                                                            |                                                            |                                                            |                                                            |                                             |                                             |                                                                         |                                                                         | Liu Xin 劉欣 27–1 av. J.-C. Aidi 哀帝 7–1 av. J.-C.                     | Liu Xin 劉欣 27–1 av. J.-C. Aidi 哀帝 7–1 av. J.-C.                     | Liu Xin 劉欣 27–1 av. J.-C. Aidi 哀帝 7–1 av. J.-C.                     | Liu Xin 劉欣 27–1 av. J.-C. Aidi 哀帝 7–1 av. J.-C.                     | Liu Xin 劉欣 27–1 av. J.-C. Aidi 哀帝 7–1 av. J.-C. | Liu Xin 劉欣 27–1 av. J.-C. Aidi 哀帝 7–1 av. J.-C. |                                                                   |                                                                   | Impératrice Wang 王皇后 8 av. J.-C. – 23 ap. J.-C.                | Impératrice Wang 王皇后 8 av. J.-C. – 23 ap. J.-C.                | Impératrice Wang 王皇后 8 av. J.-C. – 23 ap. J.-C.                | Impératrice Wang 王皇后 8 av. J.-C. – 23 ap. J.-C.                | Impératrice Wang 王皇后 8 av. J.-C. – 23 ap. J.-C.           | Impératrice Wang 王皇后 8 av. J.-C. – 23 ap. J.-C.           |                                                              |                                                              | Liu Kan 劉衎 9 av. J.-C. – 6 ap. J.-C. Pingdi 平帝 1 av. J.-C. – 6 ap. J.-C. | Liu Kan 劉衎 9 av. J.-C. – 6 ap. J.-C. Pingdi 平帝 1 av. J.-C. – 6 ap. J.-C. | Liu Kan 劉衎 9 av. J.-C. – 6 ap. J.-C. Pingdi 平帝 1 av. J.-C. – 6 ap. J.-C. | Liu Kan 劉衎 9 av. J.-C. – 6 ap. J.-C. Pingdi 平帝 1 av. J.-C. – 6 ap. J.-C. | Liu Kan 劉衎 9 av. J.-C. – 6 ap. J.-C. Pingdi 平帝 1 av. J.-C. – 6 ap. J.-C. | Liu Kan 劉衎 9 av. J.-C. – 6 ap. J.-C. Pingdi 平帝 1 av. J.-C. – 6 ap. J.-C. |                                                 |                                                 | Liu Xian 劉顯 Marquis de Guangqi 广戚侯                | Liu Xian 劉顯 Marquis de Guangqi 广戚侯                | Liu Xian 劉顯 Marquis de Guangqi 广戚侯                | Liu Xian 劉顯 Marquis de Guangqi 广戚侯                | Liu Xian 劉顯 Marquis de Guangqi 广戚侯                     | Liu Xian 劉顯 Marquis de Guangqi 广戚侯                     |                                                              |                                                              |                                                              |                                                              |                                                              |                                                              |                                                                 |                                                                 |                                                                 |                                                                 |                                                                 |                                                                 |                                                                |                                                                |                                                                |                                                                |                                                        |                                                        |                                                               |                                                               |                                                               |                                                               |                                                               |                                                               |                                                          |                                                          |                                  |                                  |                                  |                                  |  |  |                                                            |                                                            |                                                            |                                                            |                                                            |                                                            |  |  |  |  |  |  |  |  |  |  |  |  |  |  |  |  |  |  |
| Liu Meng 劉萌 Marquis de Shi 式侯                  | Liu Meng 劉萌 Marquis de Shi 式侯                  | Liu Meng 劉萌 Marquis de Shi 式侯                  | Liu Meng 劉萌 Marquis de Shi 式侯                  | Liu Meng 劉萌 Marquis de Shi 式侯                  | Liu Meng 劉萌 Marquis de Shi 式侯                  |                                                                   |                                                                   | Liu Zhuang 劉莊 28–75 ap. J.-C. Mingdi 明帝 57–75 ap. J.-C.       | Liu Zhuang 劉莊 28–75 ap. J.-C. Mingdi 明帝 57–75 ap. J.-C.       | Liu Zhuang 劉莊 28–75 ap. J.-C. Mingdi 明帝 57–75 ap. J.-C.       | Liu Zhuang 劉莊 28–75 ap. J.-C. Mingdi 明帝 57–75 ap. J.-C.       | Liu Zhuang 劉莊 28–75 ap. J.-C. Mingdi 明帝 57–75 ap. J.-C. | Liu Zhuang 劉莊 28–75 ap. J.-C. Mingdi 明帝 57–75 ap. J.-C. |                                                               |                                                               | Liu Ying 劉英 m. 71 Prince de Chu                              | Liu Ying 劉英 m. 71 Prince de Chu                              | Liu Ying 劉英 m. 71 Prince de Chu                              | Liu Ying 劉英 m. 71 Prince de Chu                              | Liu Ying 劉英 m. 71 Prince de Chu                              | Liu Ying 劉英 m. 71 Prince de Chu                              |                                                            |                                                            |                                                            |                                                            |                                                            |                                                            |                                             |                                             |                                                                         |                                                                         | Liu Xin 劉欣 27–1 av. J.-C. Aidi 哀帝 7–1 av. J.-C.                     | Liu Xin 劉欣 27–1 av. J.-C. Aidi 哀帝 7–1 av. J.-C.                     | Liu Xin 劉欣 27–1 av. J.-C. Aidi 哀帝 7–1 av. J.-C.                     | Liu Xin 劉欣 27–1 av. J.-C. Aidi 哀帝 7–1 av. J.-C.                     | Liu Xin 劉欣 27–1 av. J.-C. Aidi 哀帝 7–1 av. J.-C. | Liu Xin 劉欣 27–1 av. J.-C. Aidi 哀帝 7–1 av. J.-C. |                                                                   |                                                                   | Impératrice Wang 王皇后 8 av. J.-C. – 23 ap. J.-C.                | Impératrice Wang 王皇后 8 av. J.-C. – 23 ap. J.-C.                | Impératrice Wang 王皇后 8 av. J.-C. – 23 ap. J.-C.                | Impératrice Wang 王皇后 8 av. J.-C. – 23 ap. J.-C.                | Impératrice Wang 王皇后 8 av. J.-C. – 23 ap. J.-C.           | Impératrice Wang 王皇后 8 av. J.-C. – 23 ap. J.-C.           |                                                              |                                                              | Liu Kan 劉衎 9 av. J.-C. – 6 ap. J.-C. Pingdi 平帝 1 av. J.-C. – 6 ap. J.-C. | Liu Kan 劉衎 9 av. J.-C. – 6 ap. J.-C. Pingdi 平帝 1 av. J.-C. – 6 ap. J.-C. | Liu Kan 劉衎 9 av. J.-C. – 6 ap. J.-C. Pingdi 平帝 1 av. J.-C. – 6 ap. J.-C. | Liu Kan 劉衎 9 av. J.-C. – 6 ap. J.-C. Pingdi 平帝 1 av. J.-C. – 6 ap. J.-C. | Liu Kan 劉衎 9 av. J.-C. – 6 ap. J.-C. Pingdi 平帝 1 av. J.-C. – 6 ap. J.-C. | Liu Kan 劉衎 9 av. J.-C. – 6 ap. J.-C. Pingdi 平帝 1 av. J.-C. – 6 ap. J.-C. |                                                 |                                                 | Liu Xian 劉顯 Marquis de Guangqi 广戚侯                | Liu Xian 劉顯 Marquis de Guangqi 广戚侯                | Liu Xian 劉顯 Marquis de Guangqi 广戚侯                | Liu Xian 劉顯 Marquis de Guangqi 广戚侯                | Liu Xian 劉顯 Marquis de Guangqi 广戚侯                     | Liu Xian 劉顯 Marquis de Guangqi 广戚侯                     |                                                              |                                                              |                                                              |                                                              |                                                              |                                                              |                                                                 |                                                                 |                                                                 |                                                                 |                                                                 |                                                                 |                                                                |                                                                |                                                                |                                                                |                                                        |                                                        |                                                               |                                                               |                                                               |                                                               |                                                               |                                                               |                                                          |                                                          |                                  |                                  |                                  |                                  |  |  |                                                            |                                                            |                                                            |                                                            |                                                            |                                                            |  |  |  |  |  |  |  |  |  |  |  |  |  |  |  |  |  |  |
|                                                    |                                                    |                                                    |                                                    |                                                    |                                                    |                                                                   |                                                                   |                                                                   |                                                                   |                                                                   |                                                                   |                                                             |                                                             |                                                               |                                                               |                                                                |                                                                |                                                                |                                                                |                                                                |                                                                |                                                            |                                                            |                                                            |                                                            |                                                            |                                                            |                                             |                                             |                                                                         |                                                                         |                                                                         |                                                                         |                                                                         |                                                                         |                                                     |                                                     |                                                                   |                                                                   |                                                                   |                                                                   |                                                                   |                                                                   |                                                              |                                                              |                                                              |                                                              |                                                                              |                                                                              |                                                                              |                                                                              |                                                                              |                                                                              |                                                 |                                                 |                                                        |                                                        |                                                        |                                                        |                                                             |                                                             |                                                              |                                                              |                                                              |                                                              |                                                              |                                                              |                                                                 |                                                                 |                                                                 |                                                                 |                                                                 |                                                                 |                                                                |                                                                |                                                                |                                                                |                                                        |                                                        |                                                               |                                                               |                                                               |                                                               |                                                               |                                                               |                                                          |                                                          |                                  |                                  |                                  |                                  |  |  |                                                            |                                                            |                                                            |                                                            |                                                            |                                                            |  |  |  |  |  |  |  |  |  |  |  |  |  |  |  |  |  |  |
|                                                    |                                                    |                                                    |                                                    |                                                    |                                                    |                                                                   |                                                                   | 1                                                                 |                                                                   |                                                                   |                                                                   |                                                             |                                                             |                                                               |                                                               |                                                                |                                                                |                                                                |                                                                |                                                                |                                                                |                                                            |                                                            |                                                            |                                                            |                                                            |                                                            |                                             |                                             |                                                                         |                                                                         |                                                                         |                                                                         |                                                                         |                                                                         |                                                     |                                                     |                                                                   |                                                                   |                                                                   |                                                                   |                                                                   |                                                                   |                                                              |                                                              |                                                              |                                                              |                                                                              |                                                                              |                                                                              |                                                                              |                                                                              |                                                                              |                                                 |                                                 |                                                        |                                                        |                                                        |                                                        |                                                             |                                                             |                                                              |                                                              |                                                              |                                                              |                                                              |                                                              |                                                                 |                                                                 |                                                                 |                                                                 |                                                                 |                                                                 |                                                                |                                                                |                                                                |                                                                |                                                        |                                                        |                                                               |                                                               |                                                               |                                                               |                                                               |                                                               |                                                          |                                                          |                                  |                                  |                                  |                                  |  |  |                                                            |                                                            |                                                            |                                                            |                                                            |                                                            |  |  |  |  |  |  |  |  |  |  |  |  |  |  |  |  |  |  |
| Liu Penzi 劉盆子 b.10 ap. J.-C. 25–27 ap. J.-C.    | Liu Penzi 劉盆子 b.10 ap. J.-C. 25–27 ap. J.-C.    | Liu Penzi 劉盆子 b.10 ap. J.-C. 25–27 ap. J.-C.    | Liu Penzi 劉盆子 b.10 ap. J.-C. 25–27 ap. J.-C.    | Liu Penzi 劉盆子 b.10 ap. J.-C. 25–27 ap. J.-C.    | Liu Penzi 劉盆子 b.10 ap. J.-C. 25–27 ap. J.-C.    |                                                                   |                                                                   | Liu Da 劉炟 57–88 ap. J.-C. Zhangdi 章帝 75–88 ap. J.-C.          | Liu Da 劉炟 57–88 ap. J.-C. Zhangdi 章帝 75–88 ap. J.-C.          | Liu Da 劉炟 57–88 ap. J.-C. Zhangdi 章帝 75–88 ap. J.-C.          | Liu Da 劉炟 57–88 ap. J.-C. Zhangdi 章帝 75–88 ap. J.-C.          | Liu Da 劉炟 57–88 ap. J.-C. Zhangdi 章帝 75–88 ap. J.-C.    | Liu Da 劉炟 57–88 ap. J.-C. Zhangdi 章帝 75–88 ap. J.-C.    |                                                               |                                                               |                                                                |                                                                |                                                                |                                                                |                                                                |                                                                |                                                            |                                                            |                                                            |                                                            |                                                            |                                                            |                                             |                                             |                                                                         |                                                                         |                                                                         |                                                                         |                                                                         |                                                                         |                                                     |                                                     |                                                                   |                                                                   |                                                                   |                                                                   |                                                                   |                                                                   |                                                              |                                                              |                                                              |                                                              |                                                                              |                                                                              |                                                                              |                                                                              |                                                                              |                                                                              |                                                 |                                                 | Liu Ying 劉嬰 5–25 ap. J.-C. Ruzi 孺子 6–9 ap. J.-C.   | Liu Ying 劉嬰 5–25 ap. J.-C. Ruzi 孺子 6–9 ap. J.-C.   | Liu Ying 劉嬰 5–25 ap. J.-C. Ruzi 孺子 6–9 ap. J.-C.   | Liu Ying 劉嬰 5–25 ap. J.-C. Ruzi 孺子 6–9 ap. J.-C.   | Liu Ying 劉嬰 5–25 ap. J.-C. Ruzi 孺子 6–9 ap. J.-C.        | Liu Ying 劉嬰 5–25 ap. J.-C. Ruzi 孺子 6–9 ap. J.-C.        |                                                              |                                                              |                                                              |                                                              |                                                              |                                                              |                                                                 |                                                                 |                                                                 |                                                                 |                                                                 |                                                                 |                                                                |                                                                |                                                                |                                                                |                                                        |                                                        |                                                               |                                                               |                                                               |                                                               |                                                               |                                                               |                                                          |                                                          |                                  |                                  |                                  |                                  |  |  |                                                            |                                                            |                                                            |                                                            |                                                            |                                                            |  |  |  |  |  |  |  |  |  |  |  |  |  |  |  |  |  |  |
| Liu Penzi 劉盆子 b.10 ap. J.-C. 25–27 ap. J.-C.    | Liu Penzi 劉盆子 b.10 ap. J.-C. 25–27 ap. J.-C.    | Liu Penzi 劉盆子 b.10 ap. J.-C. 25–27 ap. J.-C.    | Liu Penzi 劉盆子 b.10 ap. J.-C. 25–27 ap. J.-C.    | Liu Penzi 劉盆子 b.10 ap. J.-C. 25–27 ap. J.-C.    | Liu Penzi 劉盆子 b.10 ap. J.-C. 25–27 ap. J.-C.    |                                                                   |                                                                   | Liu Da 劉炟 57–88 ap. J.-C. Zhangdi 章帝 75–88 ap. J.-C.          | Liu Da 劉炟 57–88 ap. J.-C. Zhangdi 章帝 75–88 ap. J.-C.          | Liu Da 劉炟 57–88 ap. J.-C. Zhangdi 章帝 75–88 ap. J.-C.          | Liu Da 劉炟 57–88 ap. J.-C. Zhangdi 章帝 75–88 ap. J.-C.          | Liu Da 劉炟 57–88 ap. J.-C. Zhangdi 章帝 75–88 ap. J.-C.    | Liu Da 劉炟 57–88 ap. J.-C. Zhangdi 章帝 75–88 ap. J.-C.    |                                                               |                                                               |                                                                |                                                                |                                                                |                                                                |                                                                |                                                                |                                                            |                                                            |                                                            |                                                            |                                                            |                                                            |                                             |                                             |                                                                         |                                                                         |                                                                         |                                                                         |                                                                         |                                                                         |                                                     |                                                     |                                                                   |                                                                   |                                                                   |                                                                   |                                                                   |                                                                   |                                                              |                                                              |                                                              |                                                              |                                                                              |                                                                              |                                                                              |                                                                              |                                                                              |                                                                              |                                                 |                                                 | Liu Ying 劉嬰 5–25 ap. J.-C. Ruzi 孺子 6–9 ap. J.-C.   | Liu Ying 劉嬰 5–25 ap. J.-C. Ruzi 孺子 6–9 ap. J.-C.   | Liu Ying 劉嬰 5–25 ap. J.-C. Ruzi 孺子 6–9 ap. J.-C.   | Liu Ying 劉嬰 5–25 ap. J.-C. Ruzi 孺子 6–9 ap. J.-C.   | Liu Ying 劉嬰 5–25 ap. J.-C. Ruzi 孺子 6–9 ap. J.-C.        | Liu Ying 劉嬰 5–25 ap. J.-C. Ruzi 孺子 6–9 ap. J.-C.        |                                                              |                                                              |                                                              |                                                              |                                                              |                                                              |                                                                 |                                                                 |                                                                 |                                                                 |                                                                 |                                                                 |                                                                |                                                                |                                                                |                                                                |                                                        |                                                        |                                                               |                                                               |                                                               |                                                               |                                                               |                                                               |                                                          |                                                          |                                  |                                  |                                  |                                  |  |  |                                                            |                                                            |                                                            |                                                            |                                                            |                                                            |  |  |  |  |  |  |  |  |  |  |  |  |  |  |  |  |  |  |
|                                                    |                                                    |                                                    |                                                    |                                                    |                                                    |                                                                   |                                                                   |                                                                   |                                                                   |                                                                   |                                                                   |                                                             |                                                             |                                                               |                                                               |                                                                |                                                                |                                                                |                                                                |                                                                |                                                                |                                                            |                                                            |                                                            |                                                            |                                                            |                                                            |                                             |                                             |                                                                         |                                                                         |                                                                         |                                                                         |                                                                         |                                                                         |                                                     |                                                     |                                                                   |                                                                   |                                                                   |                                                                   |                                                                   |                                                                   |                                                              |                                                              |                                                              |                                                              |                                                                              |                                                                              |                                                                              |                                                                              |                                                                              |                                                                              |                                                 |                                                 |                                                        |                                                        |                                                        |                                                        |                                                             |                                                             |                                                              |                                                              |                                                              |                                                              |                                                              |                                                              |                                                                 |                                                                 |                                                                 |                                                                 |                                                                 |                                                                 |                                                                |                                                                |                                                                |                                                                |                                                        |                                                        |                                                               |                                                               |                                                               |                                                               |                                                               |                                                               |                                                          |                                                          |                                  |                                  |                                  |                                  |  |  |                                                            |                                                            |                                                            |                                                            |                                                            |                                                            |  |  |  |  |  |  |  |  |  |  |  |  |  |  |  |  |  |  |
| 1                                                  | 1                                                  | 1                                                  | 1                                                  | 1                                                  | 1                                                  |                                                                   |                                                                   | 3                                                                 | 3                                                                 | 3                                                                 | 3                                                                 | 3                                                           | 3                                                           |                                                               |                                                               | 4                                                              | 4                                                              | 4                                                              | 4                                                              | 4                                                              | 4                                                              |                                                            |                                                            | 5                                                          | 5                                                          | 5                                                          | 5                                                          | 5                                           | 5                                           |                                                                         |                                                                         | 6                                                                       | 6                                                                       | 6                                                                       | 6                                                                       | 6                                                   | 6                                                   |                                                                   |                                                                   |                                                                   |                                                                   |                                                                   |                                                                   |                                                              |                                                              |                                                              |                                                              |                                                                              |                                                                              |                                                                              |                                                                              |                                                                              |                                                                              |                                                 |                                                 |                                                        |                                                        |                                                        |                                                        |                                                             |                                                             |                                                              |                                                              |                                                              |                                                              |                                                              |                                                              |                                                                 |                                                                 |                                                                 |                                                                 |                                                                 |                                                                 |                                                                |                                                                |                                                                |                                                                |                                                        |                                                        |                                                               |                                                               |                                                               |                                                               |                                                               |                                                               |                                                          |                                                          |                                  |                                  |                                  |                                  |  |  |                                                            |                                                            |                                                            |                                                            |                                                            |                                                            |  |  |  |  |  |  |  |  |  |  |  |  |  |  |  |  |  |  |
| 1                                                  | 1                                                  | 1                                                  | 1                                                  | 1                                                  | 1                                                  | Liu Kang 劉伉 m. 93 Prince Zhen de Qiancheng 千乘贞王             | Liu Kang 劉伉 m. 93 Prince Zhen de Qiancheng 千乘贞王             | Liu Kang 劉伉 m. 93 Prince Zhen de Qiancheng 千乘贞王             | Liu Kang 劉伉 m. 93 Prince Zhen de Qiancheng 千乘贞王             | Liu Kang 劉伉 m. 93 Prince Zhen de Qiancheng 千乘贞王             | Liu Kang 劉伉 m. 93 Prince Zhen de Qiancheng 千乘贞王             | 3                                                           | 3                                                           |                                                               |                                                               | 4                                                              | 4                                                              | 4                                                              | 4                                                              | 4                                                              | 4                                                              | Liu Qing 劉慶 78–106 Xiaode 孝德                           | Liu Qing 劉慶 78–106 Xiaode 孝德                           | Liu Qing 劉慶 78–106 Xiaode 孝德                           | Liu Qing 劉慶 78–106 Xiaode 孝德                           | Liu Qing 劉慶 78–106 Xiaode 孝德                           | Liu Qing 劉慶 78–106 Xiaode 孝德                           | 5                                           | 5                                           |                                                                         |                                                                         | 6                                                                       | 6                                                                       | 6                                                                       | 6                                                                       | 6                                                   | 6                                                   | Liu Zhao 劉肇 79–105 Hedi 和帝 88–105                             | Liu Zhao 劉肇 79–105 Hedi 和帝 88–105                             | Liu Zhao 劉肇 79–105 Hedi 和帝 88–105                             | Liu Zhao 劉肇 79–105 Hedi 和帝 88–105                             | Liu Zhao 劉肇 79–105 Hedi 和帝 88–105                             | Liu Zhao 劉肇 79–105 Hedi 和帝 88–105                             |                                                              |                                                              | Liu Shou 劉壽 m. 120 Prince Hui de Jibei 济北惠王            | Liu Shou 劉壽 m. 120 Prince Hui de Jibei 济北惠王            | Liu Shou 劉壽 m. 120 Prince Hui de Jibei 济北惠王                            | Liu Shou 劉壽 m. 120 Prince Hui de Jibei 济北惠王                            | Liu Shou 劉壽 m. 120 Prince Hui de Jibei 济北惠王                            | Liu Shou 劉壽 m. 120 Prince Hui de Jibei 济北惠王                            |                                                                              |                                                                              | Liu Kai 劉開 m. 132 Xiaomu 孝穆                 | Liu Kai 劉開 m. 132 Xiaomu 孝穆                 | Liu Kai 劉開 m. 132 Xiaomu 孝穆                        | Liu Kai 劉開 m. 132 Xiaomu 孝穆                        | Liu Kai 劉開 m. 132 Xiaomu 孝穆                        | Liu Kai 劉開 m. 132 Xiaomu 孝穆                        |                                                             |                                                             |                                                              |                                                              |                                                              |                                                              |                                                              |                                                              |                                                                 |                                                                 |                                                                 |                                                                 |                                                                 |                                                                 |                                                                |                                                                |                                                                |                                                                | plusieurs générations                                  | plusieurs générations                                  | plusieurs générations                                         | plusieurs générations                                         | plusieurs générations                                         | plusieurs générations                                         |                                                               |                                                               |                                                          |                                                          |                                  |                                  |                                  |                                  |  |  |                                                            |                                                            |                                                            |                                                            |                                                            |                                                            |  |  |  |  |  |  |  |  |  |  |  |  |  |  |  |  |  |  |
|                                                    |                                                    |                                                    |                                                    |                                                    |                                                    | Liu Kang 劉伉 m. 93 Prince Zhen de Qiancheng 千乘贞王             | Liu Kang 劉伉 m. 93 Prince Zhen de Qiancheng 千乘贞王             | Liu Kang 劉伉 m. 93 Prince Zhen de Qiancheng 千乘贞王             | Liu Kang 劉伉 m. 93 Prince Zhen de Qiancheng 千乘贞王             | Liu Kang 劉伉 m. 93 Prince Zhen de Qiancheng 千乘贞王             | Liu Kang 劉伉 m. 93 Prince Zhen de Qiancheng 千乘贞王             |                                                             |                                                             |                                                               |                                                               |                                                                |                                                                |                                                                |                                                                |                                                                |                                                                | Liu Qing 劉慶 78–106 Xiaode 孝德                           | Liu Qing 劉慶 78–106 Xiaode 孝德                           | Liu Qing 劉慶 78–106 Xiaode 孝德                           | Liu Qing 劉慶 78–106 Xiaode 孝德                           | Liu Qing 劉慶 78–106 Xiaode 孝德                           | Liu Qing 劉慶 78–106 Xiaode 孝德                           |                                             |                                             |                                                                         |                                                                         |                                                                         |                                                                         |                                                                         |                                                                         |                                                     |                                                     | Liu Zhao 劉肇 79–105 Hedi 和帝 88–105                             | Liu Zhao 劉肇 79–105 Hedi 和帝 88–105                             | Liu Zhao 劉肇 79–105 Hedi 和帝 88–105                             | Liu Zhao 劉肇 79–105 Hedi 和帝 88–105                             | Liu Zhao 劉肇 79–105 Hedi 和帝 88–105                             | Liu Zhao 劉肇 79–105 Hedi 和帝 88–105                             |                                                              |                                                              | Liu Shou 劉壽 m. 120 Prince Hui de Jibei 济北惠王            | Liu Shou 劉壽 m. 120 Prince Hui de Jibei 济北惠王            | Liu Shou 劉壽 m. 120 Prince Hui de Jibei 济北惠王                            | Liu Shou 劉壽 m. 120 Prince Hui de Jibei 济北惠王                            | Liu Shou 劉壽 m. 120 Prince Hui de Jibei 济北惠王                            | Liu Shou 劉壽 m. 120 Prince Hui de Jibei 济北惠王                            |                                                                              |                                                                              | Liu Kai 劉開 m. 132 Xiaomu 孝穆                 | Liu Kai 劉開 m. 132 Xiaomu 孝穆                 | Liu Kai 劉開 m. 132 Xiaomu 孝穆                        | Liu Kai 劉開 m. 132 Xiaomu 孝穆                        | Liu Kai 劉開 m. 132 Xiaomu 孝穆                        | Liu Kai 劉開 m. 132 Xiaomu 孝穆                        |                                                             |                                                             |                                                              |                                                              |                                                              |                                                              |                                                              |                                                              |                                                                 |                                                                 |                                                                 |                                                                 |                                                                 |                                                                 |                                                                |                                                                |                                                                |                                                                | plusieurs générations                                  | plusieurs générations                                  | plusieurs générations                                         | plusieurs générations                                         | plusieurs générations                                         | plusieurs générations                                         |                                                               |                                                               |                                                          |                                                          |                                  |                                  |                                  |                                  |  |  |                                                            |                                                            |                                                            |                                                            |                                                            |                                                            |  |  |  |  |  |  |  |  |  |  |  |  |  |  |  |  |  |  |
|                                                    |                                                    |                                                    |                                                    |                                                    |                                                    |                                                                   |                                                                   |                                                                   |                                                                   |                                                                   |                                                                   |                                                             |                                                             |                                                               |                                                               | 2                                                              |                                                                |                                                                |                                                                |                                                                |                                                                |                                                            |                                                            |                                                            |                                                            |                                                            |                                                            |                                             |                                             |                                                                         |                                                                         |                                                                         |                                                                         |                                                                         |                                                                         |                                                     |                                                     |                                                                   |                                                                   |                                                                   |                                                                   |                                                                   |                                                                   |                                                              |                                                              |                                                              |                                                              |                                                                              |                                                                              |                                                                              |                                                                              |                                                                              |                                                                              |                                                 |                                                 |                                                        |                                                        |                                                        |                                                        |                                                             |                                                             |                                                              |                                                              |                                                              |                                                              |                                                              |                                                              |                                                                 |                                                                 |                                                                 |                                                                 |                                                                 |                                                                 |                                                                |                                                                |                                                                |                                                                |                                                        |                                                        |                                                               |                                                               |                                                               |                                                               |                                                               |                                                               |                                                          |                                                          |                                  |                                  |                                  |                                  |  |  |                                                            |                                                            |                                                            |                                                            |                                                            |                                                            |  |  |  |  |  |  |  |  |  |  |  |  |  |  |  |  |  |  |
|                                                    |                                                    |                                                    |                                                    |                                                    |                                                    |                                                                   |                                                                   |                                                                   |                                                                   |                                                                   |                                                                   |                                                             |                                                             |                                                               |                                                               |                                                                |                                                                |                                                                |                                                                |                                                                |                                                                |                                                            |                                                            |                                                            |                                                            |                                                            |                                                            |                                             |                                             |                                                                         |                                                                         |                                                                         |                                                                         |                                                                         |                                                                         |                                                     |                                                     |                                                                   |                                                                   |                                                                   |                                                                   |                                                                   |                                                                   |                                                              |                                                              |                                                              |                                                              |                                                                              |                                                                              |                                                                              |                                                                              |                                                                              |                                                                              |                                                 |                                                 |                                                        |                                                        |                                                        |                                                        |                                                             |                                                             |                                                              |                                                              |                                                              |                                                              |                                                              |                                                              |                                                                 |                                                                 |                                                                 |                                                                 |                                                                 |                                                                 |                                                                |                                                                |                                                                |                                                                |                                                        |                                                        |                                                               |                                                               |                                                               |                                                               |                                                               |                                                               |                                                          |                                                          |                                  |                                  |                                  |                                  |  |  |                                                            |                                                            |                                                            |                                                            |                                                            |                                                            |  |  |  |  |  |  |  |  |  |  |  |  |  |  |  |  |  |  |
| Liu Chong 劉寵 m. 122 Prince Yi de Le'an 乐安夷王  | Liu Chong 劉寵 m. 122 Prince Yi de Le'an 乐安夷王  | Liu Chong 劉寵 m. 122 Prince Yi de Le'an 乐安夷王  | Liu Chong 劉寵 m. 122 Prince Yi de Le'an 乐安夷王  | Liu Chong 劉寵 m. 122 Prince Yi de Le'an 乐安夷王  | Liu Chong 劉寵 m. 122 Prince Yi de Le'an 乐安夷王  |                                                                   |                                                                   | Liu Hu 劉祜 94–125 Andi 安帝 106–125                              | Liu Hu 劉祜 94–125 Andi 安帝 106–125                              | Liu Hu 劉祜 94–125 Andi 安帝 106–125                              | Liu Hu 劉祜 94–125 Andi 安帝 106–125                              | Liu Hu 劉祜 94–125 Andi 安帝 106–125                        | Liu Hu 劉祜 94–125 Andi 安帝 106–125                        |                                                               |                                                               | Liu Long 劉隆 105–106 Shangdi 殤帝 105–106                     | Liu Long 劉隆 105–106 Shangdi 殤帝 105–106                     | Liu Long 劉隆 105–106 Shangdi 殤帝 105–106                     | Liu Long 劉隆 105–106 Shangdi 殤帝 105–106                     | Liu Long 劉隆 105–106 Shangdi 殤帝 105–106                     | Liu Long 劉隆 105–106 Shangdi 殤帝 105–106                     |                                                            |                                                            | Liu Yi 劉懿 m. 125 Shaodi 少帝 125                         | Liu Yi 劉懿 m. 125 Shaodi 少帝 125                         | Liu Yi 劉懿 m. 125 Shaodi 少帝 125                         | Liu Yi 劉懿 m. 125 Shaodi 少帝 125                         | Liu Yi 劉懿 m. 125 Shaodi 少帝 125          | Liu Yi 劉懿 m. 125 Shaodi 少帝 125          |                                                                         |                                                                         | Liu Yi 劉翼 Xiaochong 孝崇                                              | Liu Yi 劉翼 Xiaochong 孝崇                                              | Liu Yi 劉翼 Xiaochong 孝崇                                              | Liu Yi 劉翼 Xiaochong 孝崇                                              | Liu Yi 劉翼 Xiaochong 孝崇                          | Liu Yi 劉翼 Xiaochong 孝崇                          |                                                                   |                                                                   | Liu Shu 劉淑 Xiaoyuan 孝元                                        | Liu Shu 劉淑 Xiaoyuan 孝元                                        | Liu Shu 劉淑 Xiaoyuan 孝元                                        | Liu Shu 劉淑 Xiaoyuan 孝元                                        | Liu Shu 劉淑 Xiaoyuan 孝元                                   | Liu Shu 劉淑 Xiaoyuan 孝元                                   |                                                              |                                                              |                                                                              |                                                                              |                                                                              |                                                                              |                                                                              |                                                                              |                                                 |                                                 | Liu Xiong 劉雄                                         | Liu Xiong 劉雄                                         | Liu Xiong 劉雄                                         | Liu Xiong 劉雄                                         | Liu Xiong 劉雄                                              | Liu Xiong 劉雄                                              |                                                              |                                                              |                                                              |                                                              |                                                              |                                                              |                                                                 |                                                                 |                                                                 |                                                                 |                                                                 |                                                                 |                                                                |                                                                |                                                                |                                                                |                                                        |                                                        |                                                               |                                                               |                                                               |                                                               |                                                               |                                                               |                                                          |                                                          |                                  |                                  |                                  |                                  |  |  |                                                            |                                                            |                                                            |                                                            |                                                            |                                                            |  |  |  |  |  |  |  |  |  |  |  |  |  |  |  |  |  |  |
| Liu Chong 劉寵 m. 122 Prince Yi de Le'an 乐安夷王  | Liu Chong 劉寵 m. 122 Prince Yi de Le'an 乐安夷王  | Liu Chong 劉寵 m. 122 Prince Yi de Le'an 乐安夷王  | Liu Chong 劉寵 m. 122 Prince Yi de Le'an 乐安夷王  | Liu Chong 劉寵 m. 122 Prince Yi de Le'an 乐安夷王  | Liu Chong 劉寵 m. 122 Prince Yi de Le'an 乐安夷王  |                                                                   |                                                                   | Liu Hu 劉祜 94–125 Andi 安帝 106–125                              | Liu Hu 劉祜 94–125 Andi 安帝 106–125                              | Liu Hu 劉祜 94–125 Andi 安帝 106–125                              | Liu Hu 劉祜 94–125 Andi 安帝 106–125                              | Liu Hu 劉祜 94–125 Andi 安帝 106–125                        | Liu Hu 劉祜 94–125 Andi 安帝 106–125                        |                                                               |                                                               | Liu Long 劉隆 105–106 Shangdi 殤帝 105–106                     | Liu Long 劉隆 105–106 Shangdi 殤帝 105–106                     | Liu Long 劉隆 105–106 Shangdi 殤帝 105–106                     | Liu Long 劉隆 105–106 Shangdi 殤帝 105–106                     | Liu Long 劉隆 105–106 Shangdi 殤帝 105–106                     | Liu Long 劉隆 105–106 Shangdi 殤帝 105–106                     |                                                            |                                                            | Liu Yi 劉懿 m. 125 Shaodi 少帝 125                         | Liu Yi 劉懿 m. 125 Shaodi 少帝 125                         | Liu Yi 劉懿 m. 125 Shaodi 少帝 125                         | Liu Yi 劉懿 m. 125 Shaodi 少帝 125                         | Liu Yi 劉懿 m. 125 Shaodi 少帝 125          | Liu Yi 劉懿 m. 125 Shaodi 少帝 125          |                                                                         |                                                                         | Liu Yi 劉翼 Xiaochong 孝崇                                              | Liu Yi 劉翼 Xiaochong 孝崇                                              | Liu Yi 劉翼 Xiaochong 孝崇                                              | Liu Yi 劉翼 Xiaochong 孝崇                                              | Liu Yi 劉翼 Xiaochong 孝崇                          | Liu Yi 劉翼 Xiaochong 孝崇                          |                                                                   |                                                                   | Liu Shu 劉淑 Xiaoyuan 孝元                                        | Liu Shu 劉淑 Xiaoyuan 孝元                                        | Liu Shu 劉淑 Xiaoyuan 孝元                                        | Liu Shu 劉淑 Xiaoyuan 孝元                                        | Liu Shu 劉淑 Xiaoyuan 孝元                                   | Liu Shu 劉淑 Xiaoyuan 孝元                                   |                                                              |                                                              |                                                                              |                                                                              |                                                                              |                                                                              |                                                                              |                                                                              |                                                 |                                                 | Liu Xiong 劉雄                                         | Liu Xiong 劉雄                                         | Liu Xiong 劉雄                                         | Liu Xiong 劉雄                                         | Liu Xiong 劉雄                                              | Liu Xiong 劉雄                                              |                                                              |                                                              |                                                              |                                                              |                                                              |                                                              |                                                                 |                                                                 |                                                                 |                                                                 |                                                                 |                                                                 |                                                                |                                                                |                                                                |                                                                |                                                        |                                                        |                                                               |                                                               |                                                               |                                                               |                                                               |                                                               |                                                          |                                                          |                                  |                                  |                                  |                                  |  |  |                                                            |                                                            |                                                            |                                                            |                                                            |                                                            |  |  |  |  |  |  |  |  |  |  |  |  |  |  |  |  |  |  |
|                                                    |                                                    |                                                    |                                                    |                                                    |                                                    |                                                                   |                                                                   | 1                                                                 |                                                                   |                                                                   |                                                                   |                                                             |                                                             |                                                               |                                                               |                                                                |                                                                |                                                                |                                                                |                                                                |                                                                |                                                            |                                                            |                                                            |                                                            |                                                            |                                                            |                                             |                                             |                                                                         |                                                                         |                                                                         |                                                                         |                                                                         |                                                                         |                                                     |                                                     |                                                                   |                                                                   |                                                                   |                                                                   |                                                                   |                                                                   |                                                              |                                                              |                                                              |                                                              |                                                                              |                                                                              |                                                                              |                                                                              |                                                                              |                                                                              |                                                 |                                                 |                                                        |                                                        |                                                        |                                                        |                                                             |                                                             |                                                              |                                                              |                                                              |                                                              |                                                              |                                                              |                                                                 |                                                                 |                                                                 |                                                                 |                                                                 |                                                                 |                                                                |                                                                |                                                                |                                                                |                                                        |                                                        |                                                               |                                                               |                                                               |                                                               |                                                               |                                                               |                                                          |                                                          |                                  |                                  |                                  |                                  |  |  |                                                            |                                                            |                                                            |                                                            |                                                            |                                                            |  |  |  |  |  |  |  |  |  |  |  |  |  |  |  |  |  |  |
| Liu Hong 劉弘 m. 147 Prince Xiao de Bohai 渤海孝王 | Liu Hong 劉弘 m. 147 Prince Xiao de Bohai 渤海孝王 | Liu Hong 劉弘 m. 147 Prince Xiao de Bohai 渤海孝王 | Liu Hong 劉弘 m. 147 Prince Xiao de Bohai 渤海孝王 | Liu Hong 劉弘 m. 147 Prince Xiao de Bohai 渤海孝王 | Liu Hong 劉弘 m. 147 Prince Xiao de Bohai 渤海孝王 |                                                                   |                                                                   | Liu Bao 劉保 115–144 Shundi 順帝 125–144                          | Liu Bao 劉保 115–144 Shundi 順帝 125–144                          | Liu Bao 劉保 115–144 Shundi 順帝 125–144                          | Liu Bao 劉保 115–144 Shundi 順帝 125–144                          | Liu Bao 劉保 115–144 Shundi 順帝 125–144                    | Liu Bao 劉保 115–144 Shundi 順帝 125–144                    |                                                               |                                                               |                                                                |                                                                |                                                                |                                                                |                                                                |                                                                |                                                            |                                                            |                                                            |                                                            |                                                            |                                                            |                                             |                                             |                                                                         |                                                                         | Liu Zhi 劉志 132–168 Huandi 桓帝 146–168                                | Liu Zhi 劉志 132–168 Huandi 桓帝 146–168                                | Liu Zhi 劉志 132–168 Huandi 桓帝 146–168                                | Liu Zhi 劉志 132–168 Huandi 桓帝 146–168                                | Liu Zhi 劉志 132–168 Huandi 桓帝 146–168            | Liu Zhi 劉志 132–168 Huandi 桓帝 146–168            |                                                                   |                                                                   | Liu Chang 劉萇 Xiaoren 孝仁                                       | Liu Chang 劉萇 Xiaoren 孝仁                                       | Liu Chang 劉萇 Xiaoren 孝仁                                       | Liu Chang 劉萇 Xiaoren 孝仁                                       | Liu Chang 劉萇 Xiaoren 孝仁                                  | Liu Chang 劉萇 Xiaoren 孝仁                                  |                                                              |                                                              |                                                                              |                                                                              |                                                                              |                                                                              |                                                                              |                                                                              |                                                 |                                                 | Liu Hong 劉弘                                          | Liu Hong 劉弘                                          | Liu Hong 劉弘                                          | Liu Hong 劉弘                                          | Liu Hong 劉弘                                               | Liu Hong 劉弘                                               |                                                              |                                                              |                                                              |                                                              |                                                              |                                                              |                                                                 |                                                                 |                                                                 |                                                                 |                                                                 |                                                                 |                                                                |                                                                |                                                                |                                                                |                                                        |                                                        |                                                               |                                                               |                                                               |                                                               |                                                               |                                                               |                                                          |                                                          |                                  |                                  |                                  |                                  |  |  |                                                            |                                                            |                                                            |                                                            |                                                            |                                                            |  |  |  |  |  |  |  |  |  |  |  |  |  |  |  |  |  |  |
| Liu Hong 劉弘 m. 147 Prince Xiao de Bohai 渤海孝王 | Liu Hong 劉弘 m. 147 Prince Xiao de Bohai 渤海孝王 | Liu Hong 劉弘 m. 147 Prince Xiao de Bohai 渤海孝王 | Liu Hong 劉弘 m. 147 Prince Xiao de Bohai 渤海孝王 | Liu Hong 劉弘 m. 147 Prince Xiao de Bohai 渤海孝王 | Liu Hong 劉弘 m. 147 Prince Xiao de Bohai 渤海孝王 |                                                                   |                                                                   | Liu Bao 劉保 115–144 Shundi 順帝 125–144                          | Liu Bao 劉保 115–144 Shundi 順帝 125–144                          | Liu Bao 劉保 115–144 Shundi 順帝 125–144                          | Liu Bao 劉保 115–144 Shundi 順帝 125–144                          | Liu Bao 劉保 115–144 Shundi 順帝 125–144                    | Liu Bao 劉保 115–144 Shundi 順帝 125–144                    |                                                               |                                                               |                                                                |                                                                |                                                                |                                                                |                                                                |                                                                |                                                            |                                                            |                                                            |                                                            |                                                            |                                                            |                                             |                                             |                                                                         |                                                                         | Liu Zhi 劉志 132–168 Huandi 桓帝 146–168                                | Liu Zhi 劉志 132–168 Huandi 桓帝 146–168                                | Liu Zhi 劉志 132–168 Huandi 桓帝 146–168                                | Liu Zhi 劉志 132–168 Huandi 桓帝 146–168                                | Liu Zhi 劉志 132–168 Huandi 桓帝 146–168            | Liu Zhi 劉志 132–168 Huandi 桓帝 146–168            |                                                                   |                                                                   | Liu Chang 劉萇 Xiaoren 孝仁                                       | Liu Chang 劉萇 Xiaoren 孝仁                                       | Liu Chang 劉萇 Xiaoren 孝仁                                       | Liu Chang 劉萇 Xiaoren 孝仁                                       | Liu Chang 劉萇 Xiaoren 孝仁                                  | Liu Chang 劉萇 Xiaoren 孝仁                                  |                                                              |                                                              |                                                                              |                                                                              |                                                                              |                                                                              |                                                                              |                                                                              |                                                 |                                                 | Liu Hong 劉弘                                          | Liu Hong 劉弘                                          | Liu Hong 劉弘                                          | Liu Hong 劉弘                                          | Liu Hong 劉弘                                               | Liu Hong 劉弘                                               |                                                              |                                                              |                                                              |                                                              |                                                              |                                                              |                                                                 |                                                                 |                                                                 |                                                                 |                                                                 |                                                                 |                                                                |                                                                |                                                                |                                                                |                                                        |                                                        |                                                               |                                                               |                                                               |                                                               |                                                               |                                                               |                                                          |                                                          |                                  |                                  |                                  |                                  |  |  |                                                            |                                                            |                                                            |                                                            |                                                            |                                                            |  |  |  |  |  |  |  |  |  |  |  |  |  |  |  |  |  |  |
|                                                    |                                                    |                                                    |                                                    |                                                    |                                                    |                                                                   |                                                                   | 1                                                                 | 1                                                                 | 1                                                                 | 1                                                                 | 1                                                           | 1                                                           |                                                               |                                                               |                                                                |                                                                |                                                                |                                                                |                                                                |                                                                |                                                            |                                                            |                                                            |                                                            |                                                            |                                                            |                                             |                                             |                                                                         |                                                                         |                                                                         |                                                                         |                                                                         |                                                                         |                                                     |                                                     |                                                                   |                                                                   |                                                                   |                                                                   |                                                                   |                                                                   |                                                              |                                                              |                                                              |                                                              |                                                                              |                                                                              |                                                                              |                                                                              |                                                                              |                                                                              |                                                 |                                                 | SHU HAN                                                | SHU HAN                                                | SHU HAN                                                | SHU HAN                                                | SHU HAN                                                     | SHU HAN                                                     |                                                              |                                                              |                                                              |                                                              |                                                              |                                                              |                                                                 |                                                                 |                                                                 |                                                                 |                                                                 |                                                                 |                                                                |                                                                |                                                                |                                                                |                                                        |                                                        |                                                               |                                                               |                                                               |                                                               |                                                               |                                                               |                                                          |                                                          |                                  |                                  |                                  |                                  |  |  |                                                            |                                                            |                                                            |                                                            |                                                            |                                                            |  |  |  |  |  |  |  |  |  |  |  |  |  |  |  |  |  |  |
| Liu Zuan 劉纘 138–146 Zhidi 質帝 145–146           | Liu Zuan 劉纘 138–146 Zhidi 質帝 145–146           | Liu Zuan 劉纘 138–146 Zhidi 質帝 145–146           | Liu Zuan 劉纘 138–146 Zhidi 質帝 145–146           | Liu Zuan 劉纘 138–146 Zhidi 質帝 145–146           | Liu Zuan 劉纘 138–146 Zhidi 質帝 145–146           |                                                                   |                                                                   | 1                                                                 | 1                                                                 | 1                                                                 | 1                                                                 | 1                                                           | 1                                                           | Liu Bing 劉炳 143–145 Chongdi 沖帝 144–145                    | Liu Bing 劉炳 143–145 Chongdi 沖帝 144–145                    | Liu Bing 劉炳 143–145 Chongdi 沖帝 144–145                     | Liu Bing 劉炳 143–145 Chongdi 沖帝 144–145                     | Liu Bing 劉炳 143–145 Chongdi 沖帝 144–145                     | Liu Bing 劉炳 143–145 Chongdi 沖帝 144–145                     |                                                                |                                                                |                                                            |                                                            |                                                            |                                                            |                                                            |                                                            |                                             |                                             |                                                                         |                                                                         |                                                                         |                                                                         |                                                                         |                                                                         |                                                     |                                                     |                                                                   |                                                                   |                                                                   |                                                                   |                                                                   |                                                                   |                                                              |                                                              | Liu Hong 劉宏 156–189 Lingdi 靈帝 168–189                    | Liu Hong 劉宏 156–189 Lingdi 靈帝 168–189                    | Liu Hong 劉宏 156–189 Lingdi 靈帝 168–189                                    | Liu Hong 劉宏 156–189 Lingdi 靈帝 168–189                                    | Liu Hong 劉宏 156–189 Lingdi 靈帝 168–189                                    | Liu Hong 劉宏 156–189 Lingdi 靈帝 168–189                                    |                                                                              |                                                                              |                                                 |                                                 | SHU HAN                                                | SHU HAN                                                | SHU HAN                                                | SHU HAN                                                | SHU HAN                                                     | SHU HAN                                                     |                                                              |                                                              |                                                              |                                                              |                                                              |                                                              | Liu Bei 劉備 161–223 Zhaoliedi 昭烈帝 221–223                   | Liu Bei 劉備 161–223 Zhaoliedi 昭烈帝 221–223                   | Liu Bei 劉備 161–223 Zhaoliedi 昭烈帝 221–223                   | Liu Bei 劉備 161–223 Zhaoliedi 昭烈帝 221–223                   | Liu Bei 劉備 161–223 Zhaoliedi 昭烈帝 221–223                   | Liu Bei 劉備 161–223 Zhaoliedi 昭烈帝 221–223                   |                                                                |                                                                |                                                                |                                                                |                                                        |                                                        |                                                               |                                                               |                                                               |                                                               |                                                               |                                                               |                                                          |                                                          |                                  |                                  |                                  |                                  |  |  |                                                            |                                                            |                                                            |                                                            |                                                            |                                                            |  |  |  |  |  |  |  |  |  |  |  |  |  |  |  |  |  |  |
| Liu Zuan 劉纘 138–146 Zhidi 質帝 145–146           | Liu Zuan 劉纘 138–146 Zhidi 質帝 145–146           | Liu Zuan 劉纘 138–146 Zhidi 質帝 145–146           | Liu Zuan 劉纘 138–146 Zhidi 質帝 145–146           | Liu Zuan 劉纘 138–146 Zhidi 質帝 145–146           | Liu Zuan 劉纘 138–146 Zhidi 質帝 145–146           |                                                                   |                                                                   |                                                                   |                                                                   |                                                                   |                                                                   |                                                             |                                                             | Liu Bing 劉炳 143–145 Chongdi 沖帝 144–145                    | Liu Bing 劉炳 143–145 Chongdi 沖帝 144–145                    | Liu Bing 劉炳 143–145 Chongdi 沖帝 144–145                     | Liu Bing 劉炳 143–145 Chongdi 沖帝 144–145                     | Liu Bing 劉炳 143–145 Chongdi 沖帝 144–145                     | Liu Bing 劉炳 143–145 Chongdi 沖帝 144–145                     |                                                                |                                                                |                                                            |                                                            |                                                            |                                                            |                                                            |                                                            |                                             |                                             |                                                                         |                                                                         |                                                                         |                                                                         |                                                                         |                                                                         |                                                     |                                                     |                                                                   |                                                                   |                                                                   |                                                                   |                                                                   |                                                                   |                                                              |                                                              | Liu Hong 劉宏 156–189 Lingdi 靈帝 168–189                    | Liu Hong 劉宏 156–189 Lingdi 靈帝 168–189                    | Liu Hong 劉宏 156–189 Lingdi 靈帝 168–189                                    | Liu Hong 劉宏 156–189 Lingdi 靈帝 168–189                                    | Liu Hong 劉宏 156–189 Lingdi 靈帝 168–189                                    | Liu Hong 劉宏 156–189 Lingdi 靈帝 168–189                                    |                                                                              |                                                                              |                                                 |                                                 |                                                        |                                                        |                                                        |                                                        |                                                             |                                                             |                                                              |                                                              |                                                              |                                                              |                                                              |                                                              | Liu Bei 劉備 161–223 Zhaoliedi 昭烈帝 221–223                   | Liu Bei 劉備 161–223 Zhaoliedi 昭烈帝 221–223                   | Liu Bei 劉備 161–223 Zhaoliedi 昭烈帝 221–223                   | Liu Bei 劉備 161–223 Zhaoliedi 昭烈帝 221–223                   | Liu Bei 劉備 161–223 Zhaoliedi 昭烈帝 221–223                   | Liu Bei 劉備 161–223 Zhaoliedi 昭烈帝 221–223                   |                                                                |                                                                |                                                                |                                                                |                                                        |                                                        |                                                               |                                                               |                                                               |                                                               |                                                               |                                                               |                                                          |                                                          |                                  |                                  |                                  |                                  |  |  |                                                            |                                                            |                                                            |                                                            |                                                            |                                                            |  |  |  |  |  |  |  |  |  |  |  |  |  |  |  |  |  |  |
|                                                    |                                                    |                                                    |                                                    |                                                    |                                                    |                                                                   |                                                                   |                                                                   |                                                                   |                                                                   |                                                                   |                                                             |                                                             |                                                               |                                                               |                                                                |                                                                |                                                                |                                                                |                                                                |                                                                |                                                            |                                                            |                                                            |                                                            |                                                            |                                                            |                                             |                                             |                                                                         |                                                                         |                                                                         |                                                                         |                                                                         |                                                                         |                                                     |                                                     |                                                                   |                                                                   |                                                                   |                                                                   |                                                                   |                                                                   |                                                              |                                                              |                                                              |                                                              |                                                                              |                                                                              |                                                                              |                                                                              |                                                                              |                                                                              |                                                 |                                                 |                                                        |                                                        |                                                        |                                                        |                                                             |                                                             |                                                              |                                                              |                                                              |                                                              |                                                              |                                                              |                                                                 |                                                                 |                                                                 |                                                                 |                                                                 |                                                                 |                                                                |                                                                |                                                                |                                                                |                                                        |                                                        |                                                               |                                                               |                                                               |                                                               |                                                               |                                                               |                                                          |                                                          |                                  |                                  |                                  |                                  |  |  |                                                            |                                                            |                                                            |                                                            |                                                            |                                                            |  |  |  |  |  |  |  |  |  |  |  |  |  |  |  |  |  |  |
|                                                    |                                                    |                                                    |                                                    |                                                    |                                                    |                                                                   |                                                                   |                                                                   |                                                                   |                                                                   |                                                                   |                                                             |                                                             |                                                               |                                                               |                                                                |                                                                |                                                                |                                                                |                                                                |                                                                |                                                            |                                                            |                                                            |                                                            |                                                            |                                                            |                                             |                                             |                                                                         |                                                                         | 1                                                                       | 1                                                                       | 1                                                                       | 1                                                                       | 1                                                   | 1                                                   |                                                                   |                                                                   | 2                                                                 | 2                                                                 | 2                                                                 | 2                                                                 | 2                                                            | 2                                                            |                                                              |                                                              |                                                                              |                                                                              |                                                                              |                                                                              |                                                                              |                                                                              |                                                 |                                                 | 1                                                      | 1                                                      | 1                                                      | 1                                                      | 1                                                           | 1                                                           |                                                              |                                                              |                                                              |                                                              |                                                              |                                                              |                                                                 |                                                                 |                                                                 |                                                                 |                                                                 |                                                                 |                                                                |                                                                |                                                                |                                                                |                                                        |                                                        |                                                               |                                                               |                                                               |                                                               |                                                               |                                                               |                                                          |                                                          |                                  |                                  |                                  |                                  |  |  |                                                            |                                                            |                                                            |                                                            |                                                            |                                                            |  |  |  |  |  |  |  |  |  |  |  |  |  |  |  |  |  |  |
|                                                    |                                                    |                                                    |                                                    |                                                    |                                                    |                                                                   |                                                                   |                                                                   |                                                                   |                                                                   |                                                                   |                                                             |                                                             |                                                               |                                                               |                                                                |                                                                |                                                                |                                                                |                                                                |                                                                |                                                            |                                                            |                                                            |                                                            |                                                            |                                                            |                                             |                                             |                                                                         |                                                                         | 1                                                                       | 1                                                                       | 1                                                                       | 1                                                                       | 1                                                   | 1                                                   | Liu Bian 劉辯 176–189 Shaodi 少帝 189                             | Liu Bian 劉辯 176–189 Shaodi 少帝 189                             | Liu Bian 劉辯 176–189 Shaodi 少帝 189                             | Liu Bian 劉辯 176–189 Shaodi 少帝 189                             | Liu Bian 劉辯 176–189 Shaodi 少帝 189                             | Liu Bian 劉辯 176–189 Shaodi 少帝 189                             | 2                                                            | 2                                                            |                                                              |                                                              | Liu Xie 劉協 181–234 Xiandi 獻帝 189–220                                     | Liu Xie 劉協 181–234 Xiandi 獻帝 189–220                                     | Liu Xie 劉協 181–234 Xiandi 獻帝 189–220                                     | Liu Xie 劉協 181–234 Xiandi 獻帝 189–220                                     | Liu Xie 劉協 181–234 Xiandi 獻帝 189–220                                     | Liu Xie 劉協 181–234 Xiandi 獻帝 189–220                                     |                                                 |                                                 | 1                                                      | 1                                                      | 1                                                      | 1                                                      | 1                                                           | 1                                                           |                                                              |                                                              |                                                              |                                                              |                                                              |                                                              |                                                                 |                                                                 | Liu Shan 劉禪 207–271 Xiaohuaidi 孝懷帝 223–263                 | Liu Shan 劉禪 207–271 Xiaohuaidi 孝懷帝 223–263                 | Liu Shan 劉禪 207–271 Xiaohuaidi 孝懷帝 223–263                 | Liu Shan 劉禪 207–271 Xiaohuaidi 孝懷帝 223–263                 | Liu Shan 劉禪 207–271 Xiaohuaidi 孝懷帝 223–263                | Liu Shan 劉禪 207–271 Xiaohuaidi 孝懷帝 223–263                |                                                                |                                                                |                                                        |                                                        |                                                               |                                                               |                                                               |                                                               |                                                               |                                                               |                                                          |                                                          |                                  |                                  |                                  |                                  |  |  |                                                            |                                                            |                                                            |                                                            |                                                            |                                                            |  |  |  |  |  |  |  |  |  |  |  |  |  |  |  |  |  |  |